# Україна на зимових Паралімпійських іграх 2018
Україну на зимових Паралімпійських іграх 2018 у Пхьончхані (Південна Корея) представляли 31 спортсмен, серед яких 9 помічників для атлетів із вадами зору. Українські атлети брали участь у трьох видах спорту із шести — біатлоні, лижних перегонах та сноуборді. Це шості зимові ігри української національної паралімпійської збірної. У медальному заліку Україна посіла 6 місце із 7 золотими, 7 срібними та 8 бронзовими медалями, а за кількістю нагород — 4 місце із 22 медалями. Крім того українські паралімпійці посіли 17 четвертих місць.

## Медалі
| Медалі | Спортсмени                                                                                                  | Вид спорту     | Дисципліна                                     | Дата       |
| ------ | --- | -------------- | ---------------------------------------------- | ---------- |
| Золото | Віталій Лук'яненко гайд: Іван Марчишак                                                                      | Біатлон        | 7,5 км, з вадами зору (чоловіки)               | 10 березня |
| Золото | Максим Яровий                                                                                               | Лижні перегони | 15 км, сидячи (чоловіки)                       | 11 березня |
| Золото | Ігор Рептюх                                                                                                 | Лижні перегони | 20 км, вільним стилем, стоячи (чоловіки)       | 12 березня |
| Золото | Тарас Радь                                                                                                  | Біатлон        | 12,5 км, сидячи (чоловіки)                     | 13 березня |
| Золото | Оксана Шишкова гайд: Віталій Казаков                                                                        | Біатлон        | 10 км, з вадами зору (жінки)                   | 13 березня |
| Золото | Віталій Лук'яненко гайд: Іван Марчишак                                                                      | Біатлон        | 15 км, з вадами зору (чоловіки)                | 16 березня |
| Золото | Юрій Уткін гайд: Руслан Перехода Людмила Ляшенко Юлія Батенкова-Бауман Оксана Шишкова гайд: Віталій Казаков | Лижні перегони | Естафета 2,5х4 км, мікс                        | 18 березня |
| Срібло | Оксана Шишкова гайд: Віталій Казаков                                                                        | Біатлон        | 6 км, з вадами зору (жінки)                    | 10 березня |
| Срібло | Оксана Шишкова гайд: Віталій Казаков                                                                        | Лижні перегони | 15 км, вільним стилем, з вадами зору (жінки)   | 12 березня |
| Срібло | Ігор Рептюх                                                                                                 | Біатлон        | 12,5 км, стоячи (чоловіки)                     | 13 березня |
| Срібло | Олександр Казік гайд: Сергій Кучерявий                                                                      | Біатлон        | 12,5 км, з вадами зору                         | 13 березня |
| Срібло | Оксана Шишкова гайд: Віталій Казаков                                                                        | Біатлон        | 12,5 км, з вадами зору (жінки)                 | 16 березня |
| Срібло | Олександр Казік гайд: Сергій Кучерявий                                                                      | Біатлон        | 15 км, з вадами зору (чоловіки)                | 16 березня |
| Срібло | Григорій Вовчинський                                                                                        | Лижні перегони | 10 км, класика, стоячи (чоловіки)              | 17 березня |
| Бронза | Анатолій Ковалевський гайд: Олександр Мукшин                                                                | Біатлон        | 7,5 км, з вадами зору (чоловіки)               | 10 березня |
| Бронза | Людмила Ляшенко                                                                                             | Біатлон        | 6 км, стоячи (жінки)                           | 10 березня |
| Бронза | Ігор Рептюх                                                                                                 | Біатлон        | 7,5 км, стоячи (чоловіки)                      | 10 березня |
| Бронза | Людмила Ляшенко                                                                                             | Лижні перегони | 15 км, вільним стилем, стоячи (жінки)          | 12 березня |
| Бронза | Людмила Ляшенко                                                                                             | Біатлон        | 10 км, стоячи (жінки)                          | 13 березня |
| Бронза | Юрій Уткін гайд: Руслан Перехода                                                                            | Біатлон        | 12,5 км, з вадами зору                         | 13 березня |
| Бронза | Оксана Шишкова гайд: Віталій Казаков                                                                        | Лижні перегони | 1.5 км, спринт, класика, з вадами зору (жінки) | 14 березня |
| Бронза | Максим Яровий                                                                                               | Лижні перегони | 7,5 км, сидячи (чоловіки)                      | 17 березня |

| Медалі за видами спорту | Медалі за видами спорту | Медалі за видами спорту | Медалі за видами спорту | Медалі за видами спорту |
| ----------------------- | ----------------------- | ----------------------- | ----------------------- | ----------------------- |
| Спорт                   | 1                       | 2                       | 3                       | Всього                  |
| Біатлон                 | 4                       | 5                       | 5                       | 14                      |
| Лижні гонки             | 3                       | 2                       | 3                       | 8                       |
| Сноуборд                | 0                       | 0                       | 0                       | 0                       |

| Медалі по днях | Медалі по днях | Медалі по днях | Медалі по днях | Медалі по днях | Медалі по днях | Медалі по днях |
| -------------- | -------------- | -------------- | -------------- | -------------- | -------------- | -------------- |
| День           | Дата           |                |                |                | Всього         |                |
| 1              | 10 березня     | 1              | 1              | 3              | 5              |                |
| 2              | 11 березня     | 1              | 0              | 0              | 1              |                |
| 3              | 12 березня     | 1              | 1              | 1              | 3              |                |
| 4              | 13 березня     | 2              | 2              | 2              | 6              |                |
| 5              | 14 березня     | 0              | 0              | 1              | 1              |                |
| 6              | 15 березня     | 0              | 0              | 0              | 0              |                |
| 7              | 16 березня     | 1              | 2              | 0              | 3              |                |
| 8              | 17 березня     | 0              | 1              | 1              | 2              |                |
| 9              | 18 березня     | 1              | 0              | 0              | 1              |                |

| Медалі за статтю | Медалі за статтю | Медалі за статтю | Медалі за статтю | Медалі за статтю | Медалі за статтю |
| ---------------- | ---------------- | ---------------- | ---------------- | ---------------- | ---------------- |
| Стать            | 1                | 2                | 3                | Всього           | Відсотки         |
| Жінки            | 1                | 3                | 4                | 8                | 36,4 %           |
| Чоловіки         | 5                | 4                | 4                | 13               | 59,1 %           |
| Мікс             | 1                | 0                | 0                | 0                | 4,5 %            |
| Всього           | 7                | 7                | 8                | 22               | 100 %            |

### Мультимедалісти
Наступні учасники команди України вибороли декілька медалей на Зимових Паралімпійських іграх 2018 року.
| Спортсмен                              | Медаль | Вид спорту     | Дисципліна                                     |
| -------------------------------------- | ------ | -------------- | ---------------------------------------------- |
| Оксана Шишкова гайд: Віталій Казаков   | Золото | Біатлон        | 10 км, з вадами зору (жінки)                   |
| Оксана Шишкова гайд: Віталій Казаков   | Срібло | Біатлон        | 6 км, з вадами зору (жінки)                    |
| Оксана Шишкова гайд: Віталій Казаков   | Срібло | Біатлон        | 12,5 км, з вадами зору (жінки)                 |
| Оксана Шишкова гайд: Віталій Казаков   | Золото | Лижні перегони | Естафета 2,5х4 км, мікс                        |
| Оксана Шишкова гайд: Віталій Казаков   | Срібло | Лижні перегони | 15 км, вільним стилем, з вадами зору (жінки)   |
| Оксана Шишкова гайд: Віталій Казаков   | Бронза | Лижні перегони | 1.5 км, спринт, класика, з вадами зору (жінки) |
| Віталій Лук'яненко гайд: Іван Марчишак | Золото | Біатлон        | 7,5 км, з вадами зору (чоловіки)               |
| Віталій Лук'яненко гайд: Іван Марчишак | Золото | Біатлон        | 15 км, з вадами зору (чоловіки)                |
| Ігор Рептюх                            | Золото | Лижні перегони | 20 км, вільним стилем, стоячи (чоловіки)       |
| Ігор Рептюх                            | Срібло | Біатлон        | 12,5 км, стоячи (чоловіки)                     |
| Ігор Рептюх                            | Бронза | Біатлон        | 7,5 км, стоячи (чоловіки)                      |
| Людмила Ляшенко                        | Золото | Лижні перегони | Естафета 2,5х4 км, мікс                        |
| Людмила Ляшенко                        | Бронза | Лижні перегони | 15 км, вільним стилем, стоячи (жінки)          |
| Людмила Ляшенко                        | Бронза | Біатлон        | 6 км, стоячи (жінки)                           |
| Людмила Ляшенко                        | Бронза | Біатлон        | 10 км, стоячи (жінки)                          |
| Максим Яровий                          | Золото | Лижні перегони | 15 км, сидячи (чоловіки)                       |
| Максим Яровий                          | Бронза | Лижні перегони | 7,5 км, сидячи (чоловіки)                      |
| Юрій Уткін гайд: Руслан Перехода       | Золото | Лижні перегони | Естафета 2,5х4 км, мікс                        |
| Юрій Уткін гайд: Руслан Перехода       | Бронза | Біатлон        | 12,5 км, з вадами зору                         |
| Олександр Казік гайд: Сергій Кучерявий | Срібло | Біатлон        | 12,5 км, з вадами зору (чоловіки)              |
| Олександр Казік гайд: Сергій Кучерявий | Срібло | Біатлон        | 15 км, з вадами зору (чоловіки)                |

| Мультимедалісти                        | Мультимедалісти         | Мультимедалісти | Мультимедалісти | Мультимедалісти | Мультимедалісти | Мультимедалісти |
| -------------------------------------- | ----------------------- | --------------- | --------------- | --------------- | --------------- | --------------- |
| Спортсмен                              | Спорт                   | 1               | 2               | 3               | Всього          |                 |
| Оксана Шишкова гайд: Віталій Казаков   | Біатлон, Лижні перегони | 2               | 3               | 1               | 6               |                 |
| Віталій Лук'яненко гайд: Іван Марчишак | Біатлон                 | 2               | 0               | 0               | 2               |                 |
| Ігор Рептюх                            | Біатлон, Лижні перегони | 1               | 1               | 1               | 3               |                 |
| Людмила Ляшенко                        | Біатлон, Лижні перегони | 1               | 0               | 3               | 4               |                 |
| Максим Яровий                          | Лижні перегони          | 1               | 0               | 1               | 2               |                 |
| Юрій Уткін гайд: Руслан Перехода       | Біатлон, Лижні перегони | 1               | 1               | 0               | 2               |                 |
| Олександр Казік гайд: Сергій Кучерявий | Біатлон                 | 0               | 2               | 0               | 2               |                 |

## Змагання

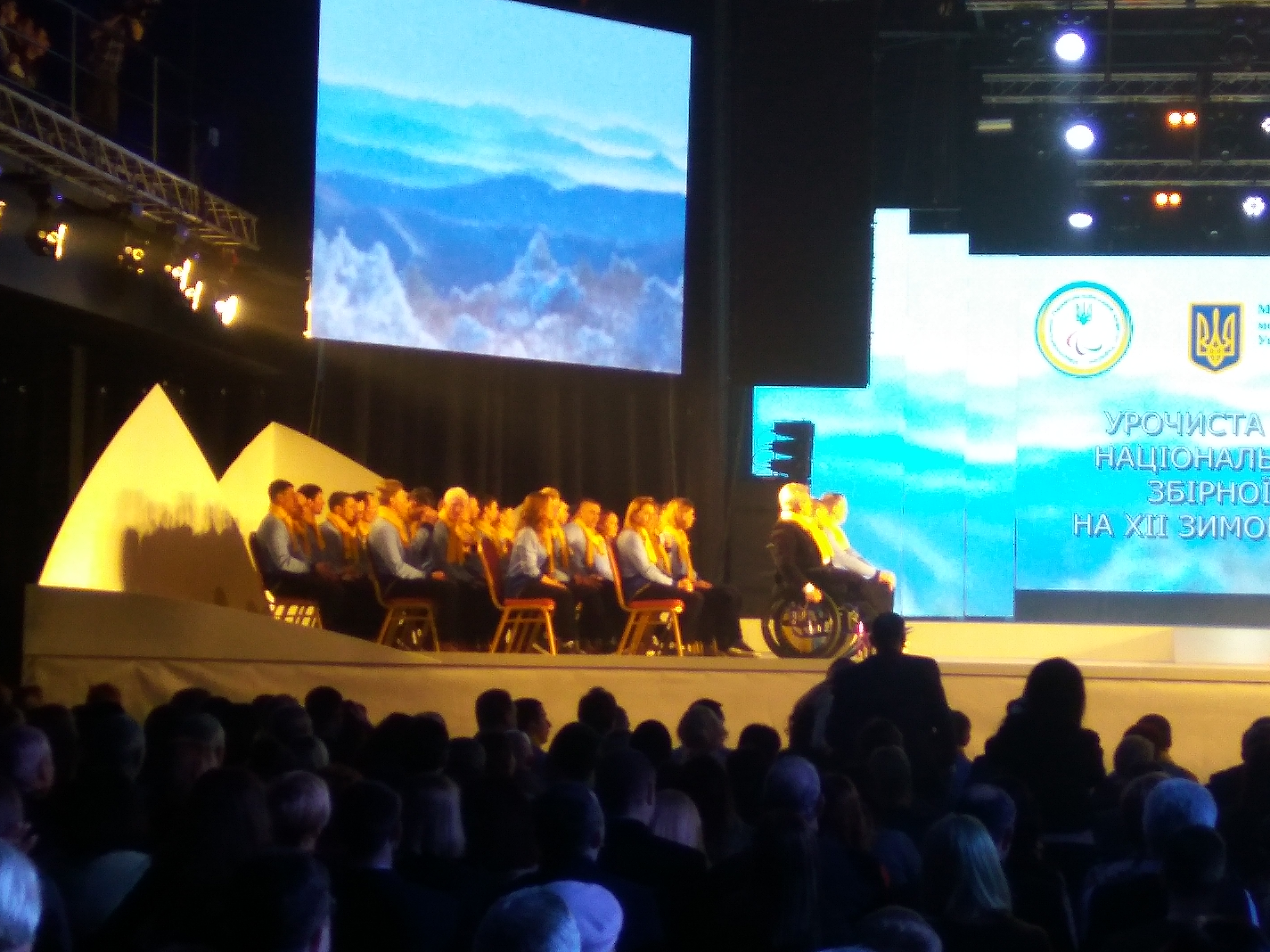
Урочиста церемонія проводів національної паралімпійської збірної команди України на XII зимові Паралімпійські ігри в м. Пхьончхан

### Біатлон
Серед чоловіків медалі розігрувалися на дистанціях 7,5, 12,5 та 15 кілометрів, серед жінок — 6, 10, 12,5 кілометрів. Від України першими змагалися чоловіки сидячи 10 березня вони долали 7,5 кілометрів.

#### Чоловіки

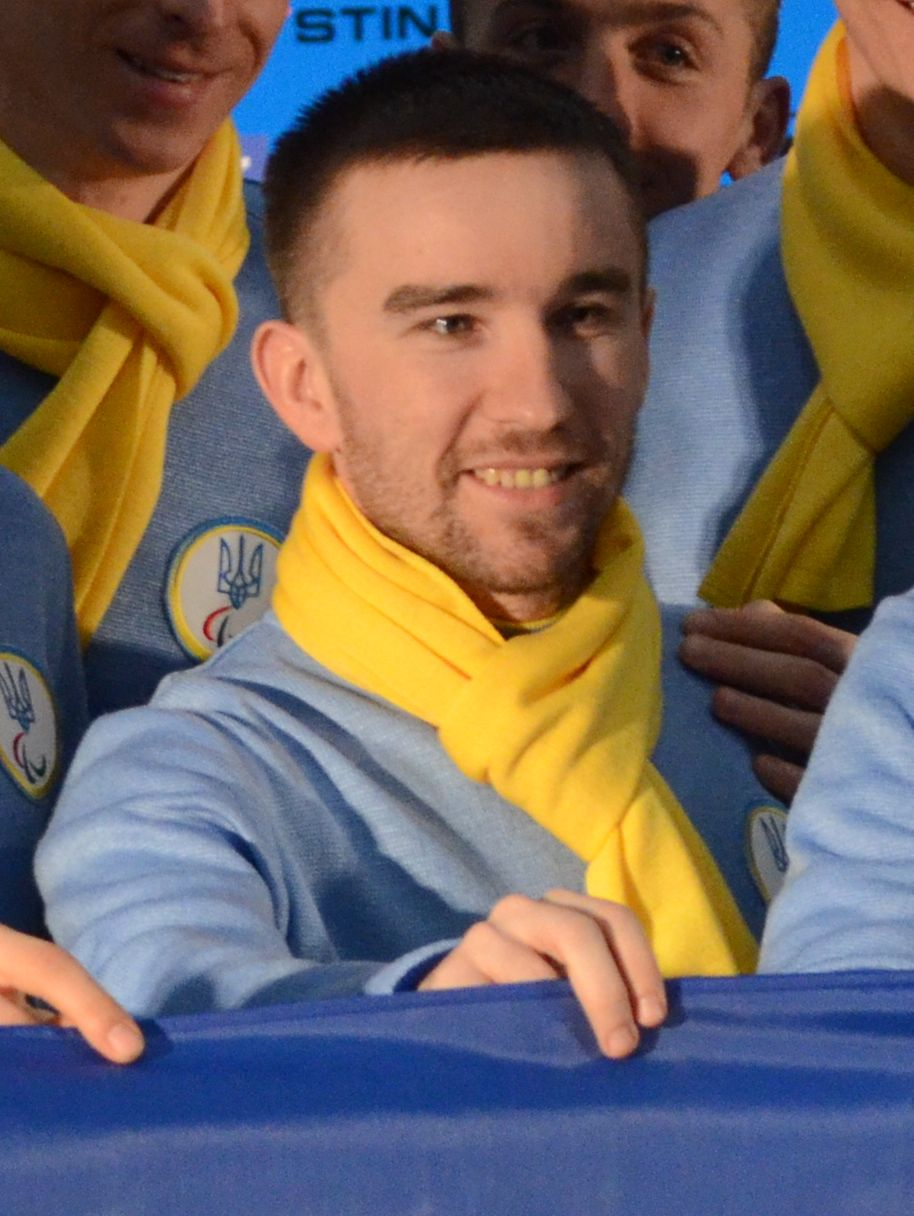
Анатолій Ковалевський на церемонії проводів

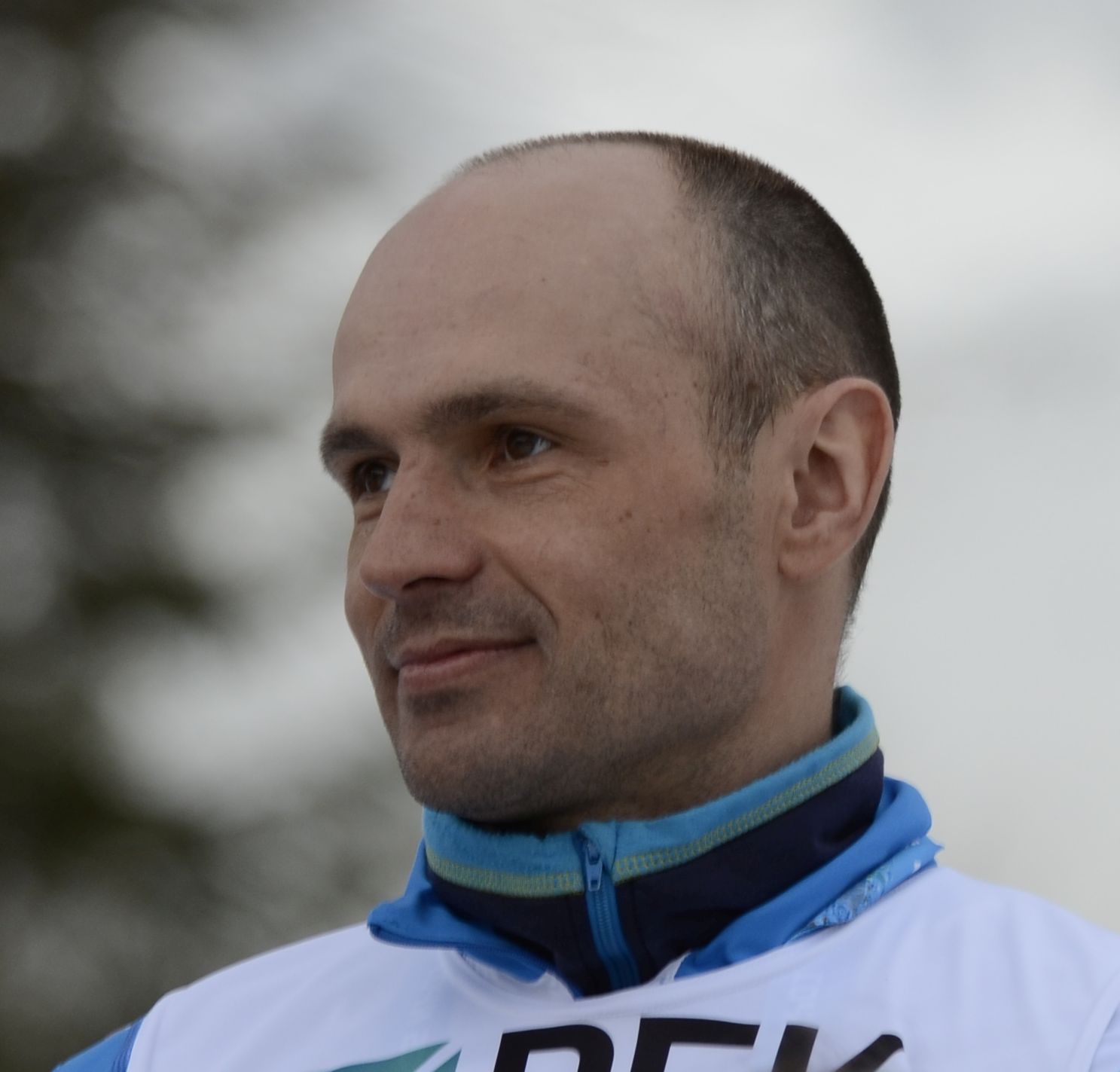
Віталій Лук'яненко

| Спортсмен                                    | Дисципліна             | Фінал         | Фінал           | Фінал   | Фінал     | Фінал |
| Спортсмен                                    | Дисципліна             | Фактичний час | Зарахований час | Промахи | Результат | Місце |
| -------------------------------------------- | ---------------------- | ------------- | --------------- | ------- | --------- | ----- |
| Григорій Вовчинський                         | 7.5 км, стоячи         | 19:47.7       | 19:00.2         | 1+0     | 19:00.2   | 4     |
| Григорій Вовчинський                         | 15 км, стоячи          | 45:37.3       | 43:47.8         | 0+1+0+0 | 44:47.8   | 4     |
| Олександр Казік гайд: Сергій Кучерявий       | 7,5 км, з вадами зору  | 25:03.2       | 22:02.8         | 2+1     | 22:02.8   | 8     |
| Олександр Казік гайд: Сергій Кучерявий       | 12,5 км, з вадами зору | 44:48.7       | 39:26.1         | 0+0+1+1 | 39:26.1   | 2     |
| Олександр Казік гайд: Сергій Кучерявий       | 15 км, з вадами зору   | 49:33.3       | 43:36.5         | 0+0+1+1 | 45:36.5   | 2     |
| Анатолій Ковалевський гайд: Олександр Мукшин | 7,5 км, з вадами зору  | 20:42.5       | 20:30.1         | 0+1     | 20:30.1   | 3     |
| Анатолій Ковалевський гайд: Олександр Мукшин | 12,5 км, з вадами зору | 44:56.1       | 44:29.1         | 3+3+0+0 | 44:29.1   | 8     |
| Анатолій Ковалевський гайд: Олександр Мукшин | 15 км, з вадами зору   | 44:06.8       | 43:40.3         | 0+2+0+1 | 46:40.3   | 4     |
| Віталій Лук'яненко гайд: Іван Марчишак       | 7,5 км, з вадами зору  | 19:51.0       | 19:51.0         | 0+0     | 19:51.0   | 1     |
| Віталій Лук'яненко гайд: Іван Марчишак       | 12,5 км, з вадами зору | 40:19.8       | 40:19.8         | 2+0+1+0 | 40:19.8   | 4     |
| Віталій Лук'яненко гайд: Іван Марчишак       | 15 км, з вадами зору   | 44:12.9       | 44:12.9         | 0+1+0+0 | 45:12.9   | 1     |
| Олександр Махоткін гайд: Денис Нікулін       | 7,5 км, з вадами зору  | 23:48.9       | 23:48.9         | 1+1     | 23:48.9   | 12    |
| Олександр Махоткін гайд: Денис Нікулін       | 12,5 км, з вадами зору | 47:28.8       | 47:28.8         | 3+2+1+0 | 47:28.8   | 10    |
| Олександр Махоткін гайд: Денис Нікулін       | 15 км, з вадами зору   | 48:39.1       | 48:39.1         | 0+0+2+0 | 50:39.1   | 8     |
| Тарас Радь                                   | 7.5 км, сидячи         | 24:10.8       | 24:10.8         | 0+1     | 24:10.8   | 4     |
| Тарас Радь                                   | 12.5 км, сидячи        | 45:35.6       | 45:35.6         | 0+0+0+0 | 45:35.6   | 1     |
| Тарас Радь                                   | 15 км, сидячи          | 49:03.6       | 49:03.6         | 0+0+1+1 | 51:03.6   | 4     |
| Ігор Рептюх                                  | 7.5 км, стоячи         | 19:27.6       | 18:40.9         | 0+1     | 18:40.9   | 3     |
| Ігор Рептюх                                  | 12.5 км, стоячи        | 37:00.6       | 35:31.8         | 0+0+1+0 | 35:31.8   | 2     |
| Ігор Рептюх                                  | 15 км, стоячи          | 43:47.3       | 42:02.2         | 0+0+2+1 | 45:02.2   | 5     |
| Ярослав Решетинський гайд: Назар Стефурак    | 7,5 км, з вадами зору  | 20:46.3       | 20:33.8         | 1+0     | 20:33.8   | 4     |
| Ярослав Решетинський гайд: Назар Стефурак    | 12,5 км, з вадами зору | 43:26.9       | 43:00.8         | 1+0+1+1 | 43:00.8   | 7     |
| Ярослав Решетинський гайд: Назар Стефурак    | 15 км, з вадами зору   | 45:30.7       | 45:03.4         | 2+4+2+0 | 53:03.4   | 11    |
| Сергій Романюк                               | 7.5 км, стоячи         | 23:45.9       | 22:48.9         | 2+2     | 22:48.9   | 15    |
| Сергій Романюк                               | 12.5 км, стоячи        | 42:38.6       | 40:56.3         | 0+0+3+2 | 40:56.3   | 7     |
| Сергій Романюк                               | 15 км, стоячи          | 47:49.5       | 45:54.7         | 2+2+1+1 | 51:54.7   | 12    |
| Віталій Ситник                               | 7.5 км, стоячи         | 22:13.2       | 21:06.5         | 0+2     | 21:06.5   | 12    |
| Віталій Ситник                               | 12.5 км, стоячи        | 43:42.4       | 41:31.3         | 0+0+1+2 | 41:31.3   | 8     |
| Віталій Ситник                               | 15 км, стоячи          | 50:31.8       | 48:00.2         | 0+0+0+0 | 48:00.2   | 6     |
| Дмитро Суярко гайд: Василь Потапенко         | 7,5 км, з вадами зору  | 22:08.1       | 21:54.8         | 0+2     | 21:54.8   | 6     |
| Дмитро Суярко гайд: Василь Потапенко         | 12,5 км, з вадами зору | 45:16.7       | 44:49.5         | 0+2+1+0 | 44:49.5   | 9     |
| Дмитро Суярко гайд: Василь Потапенко         | 15 км, з вадами зору   | 45:15.5       | 44:48.3         | 1+1+2+0 | 48:48.3   | 6     |
| Юрій Уткін гайд: Руслан Перехода             | 7,5 км, з вадами зору  | 21:36.1       | 21:23.1         | 2+0     | 21:23.1   | 5     |
| Юрій Уткін гайд: Руслан Перехода             | 12,5 км, з вадами зору | 40:43.8       | 40:19.4         | 2+0+0+0 | 40:19.4   | 3     |
| Юрій Уткін гайд: Руслан Перехода             | 15 км, з вадами зору   | 46:08.0       | 45:40.3         | 0+0+1+0 | 46:40.3   | 4     |
| Максим Яровий                                | 7.5 км, сидячи         | 30:15.0       | 26:00.9         | 2+4     | 26:00.9   | 10    |
| Максим Яровий                                | 15 км, сидячи          | 59:02.5       | 50:46.6         | 3+1+2+3 | 59:46.6   | 15    |

#### Жінки

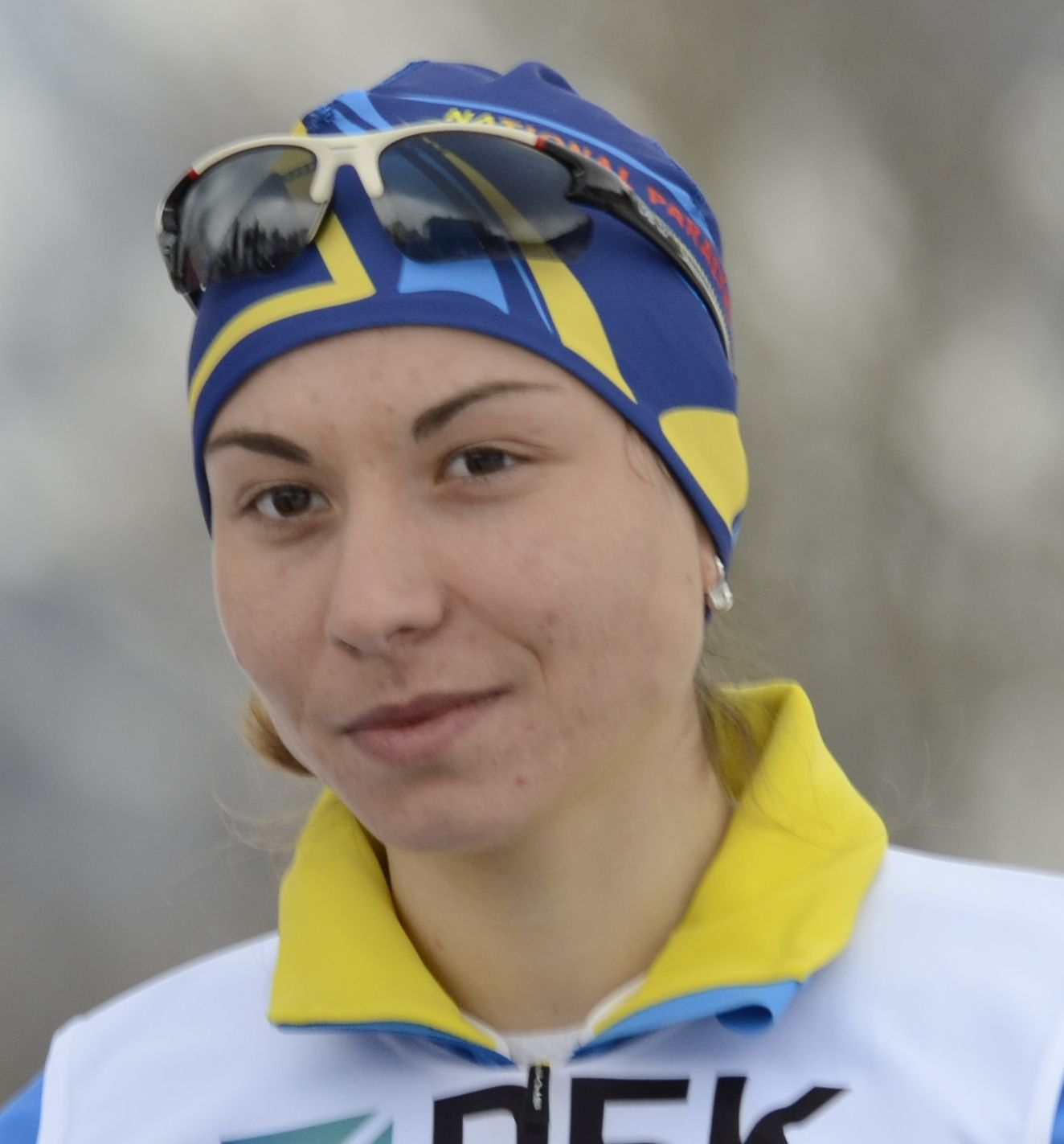
Оксана Шишкова

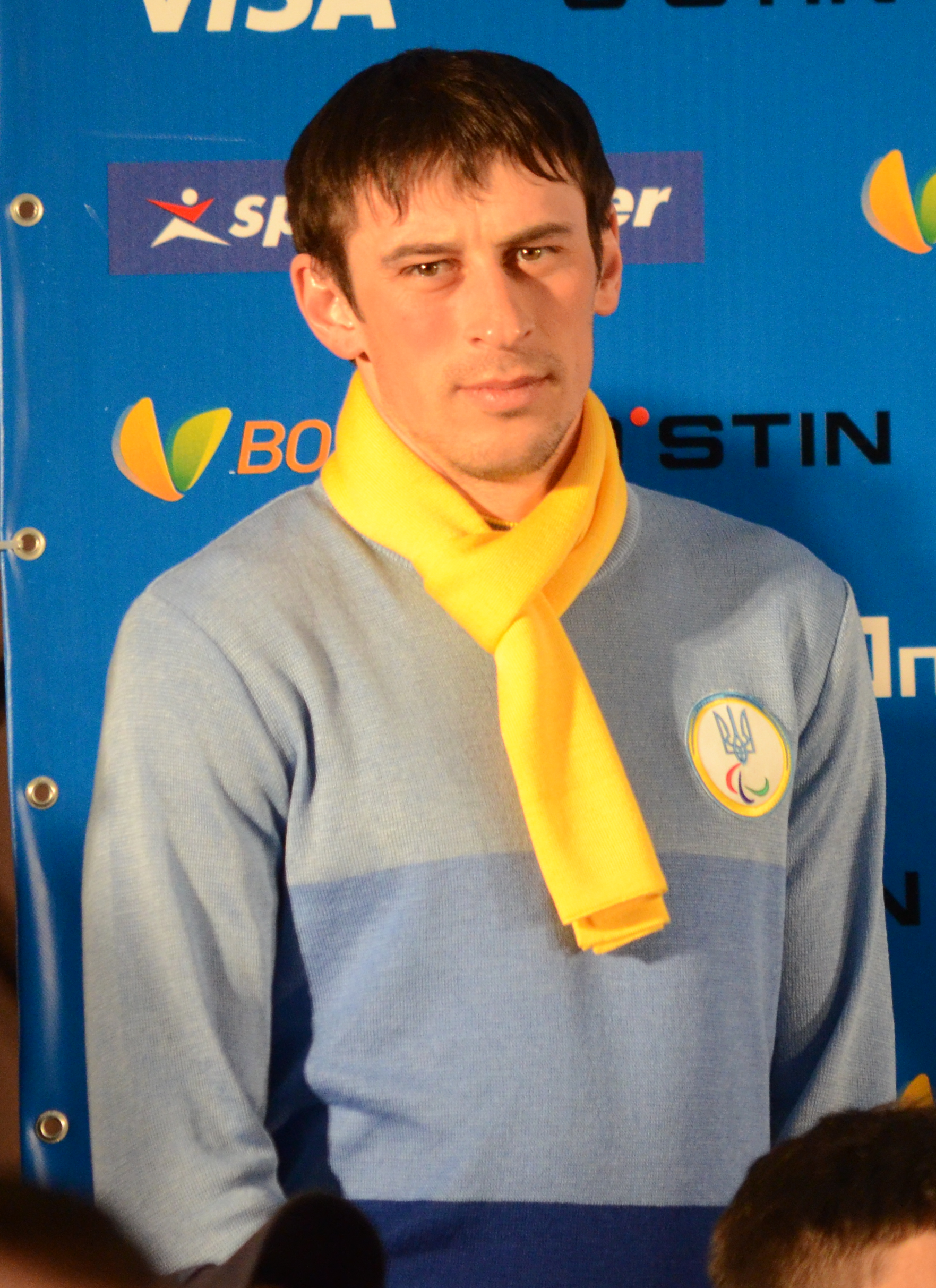
Віталій Казаков на церемонії проводів

| Спортсмен                            | Дисципліна             | Фінал                  | Фінал                  | Фінал   | Фінал     | Фінал |
| Спортсмен                            | Дисципліна             | Фактичний час          | Зарахований час        | Промахи | Результат | Місце |
| ------------------------------------ | ---------------------- | ---------------------- | ---------------------- | ------- | --------- | ----- |
| Юлія Батенкова-Бауман                | 6 км, стоячи           | 18:53.7                | 17:57.0                | 0+1     | 17:57.0   | 4     |
| Юлія Батенкова-Бауман                | 10 км, стоячи          | не фінішувала (4,1 км) | не фінішувала (4,1 км) | 0+3     | DNF       | DNF   |
| Юлія Батенкова-Бауман                | 12,5 км, стоячи        | 45:35.1                | 43:18.3                | 1+0+2+0 | 46:18.3   | 11    |
| Ірина Буй                            | 6 км, стоячи           | 19:47.9                | 19:00.4                | 1+1     | 19:00.4   | 6     |
| Ірина Буй                            | 10 км, стоячи          | 40:50.5                | 39:12.5                | 0+2+0+2 | 39:12.5   | 4     |
| Ірина Буй                            | 12,5 км, стоячи        | 43:07.9                | 41:24.4                | 0+0+0+0 | 41:24.4   | 4     |
| Богдана Конашук                      | 6 км, стоячи           | 20:21.7                | 19:32.8                | 0+1     | 19:32.8   | 10    |
| Богдана Конашук                      | 10 км, стоячи          | 42:19.7                | 40:38.1                | 2+0+1+1 | 40:38.1   | 7     |
| Богдана Конашук                      | 12,5 км, стоячи        | 43:11.1                | 41:27.5                | 0+0+0+1 | 42:27.5   | 5     |
| Людмила Ляшенко                      | 6 км, стоячи           | 18:28.7                | 17:44.4                | 1+0     | 17:44.4   | 3     |
| Людмила Ляшенко                      | 10 км, стоячи          | 37:54.6                | 36:23.6                | 0+2+0+0 | 36:23.6   | 3     |
| Людмила Ляшенко                      | 12,5 км, стоячи        | 41:51.9                | 40:11.4                | 3+3+0+0 | 46:11.4   | 10    |
| Ольга Прилуцька гайд: Борис Бабар    | 6 км, з вадами зору    | 21:30.4                | 21:17.5                | 0+3     | 21:17.5   | 4     |
| Ольга Прилуцька гайд: Борис Бабар    | 10 км, з вадами зору   | 42:41.4                | 42:15.8                | 1+2+1+0 | 42:15.8   | 4     |
| Ольга Прилуцька гайд: Борис Бабар    | 12,5 км, з вадами зору | 40:15.4                | 39:51.2                | 2+1+0+0 | 42:51.2   | 4     |
| Оксана Шишкова гайд: Віталій Казаков | 6 км, з вадами зору    | 19:38.2                | 19:26.4                | 0+0     | 19:26.4   | 2     |
| Оксана Шишкова гайд: Віталій Казаков | 10 км, з вадами зору   | 38:21.9                | 37:58.9                | 0+0+0+0 | 37:58.9   | 1     |
| Оксана Шишкова гайд: Віталій Казаков | 12,5 км, з вадами зору | 39:55.0                | 39:31.1                | 0+0+0+1 | 40:31.1   | 2     |

### Лижні перегони
У лижних перегонах розіграли 20 комплектів медалей. Стоячи чоловіки долають 1, 10 км вільним і 20 класичним стилем, а жінки — 1, 5 км вільним стилем і 15 класичним. Такі ж дистанції долають і спортсмени з порушенням зору, за допомогою спортсменів-лідерів. Сидячи спортсмени долають 1, 10 та 15 км — чоловіки та 1,5 і 12 км — жінки.
Перші змагання для українців у цьому виді спорту розпочались 11 березня.

#### Чоловіки
| Спортсмен                                 | Дисципліна                             | Кваліфікація  | Кваліфікація | Кваліфікація | Півфінал     | Півфінал     | Фінал         | Фінал        | Фінал        |
| Спортсмен                                 | Дисципліна                             | Фактичний час | Результат    | Місце        | Результат    | Місце        | Фактичний час | Результат    | Місце        |
| ----------------------------------------- | -------------------------------------- | ------------- | ------------ | ------------ | ------------ | ------------ | ------------- | ------------ | ------------ |
| Григорій Вовчинський                      | 1,1 км спринт, класика, стоячи         | 4:04.18       | 3:42.20      | 8 Q          | 4:58.6       | 2 Q          | 4:34.5        | 4:34.5       | 6            |
| Григорій Вовчинський                      | 10 км класика, стоячи                  | Н/Д           | Н/Д          | Н/Д          | Н/Д          | Н/Д          | 26:39.5       | 24:15.5      | 2            |
| Олександр Казік гайд: Сергій Кучерявий    | 1,5 км, спринт, класика, з вадами зору | Не стартував  | Не стартував | Не стартував | Не стартував | Не стартував | Не стартував  | Не стартував | Не стартував |
| Олександр Казік гайд: Сергій Кучерявий    | 20 км, з вадами зору                   | Н/Д           | Н/Д          | Н/Д          | Н/Д          | Н/Д          | 58:23.4       | 51:23.0      | 6            |
| Олександр Махоткін гайд: Денис Нікулін    | 10 км, класика з вадами зору           | Н/Д           | Н/Д          | Н/Д          | Н/Д          | Н/Д          | 28:50.3       | 28:50.3      | 13           |
| Тарас Радь                                | 1,1 км, спринт, сидячи                 | 3:14.96       | 3:14.96      | 11 Q         | 3:48.6       | 3 Q          | 3:36.3        | 3:36.3       | 5            |
| Тарас Радь                                | 7,5 км сидячи                          | Н/Д           | Н/Д          | Н/Д          | Н/Д          | Н/Д          | 22:50.3       | 22:50.3      | 4            |
| Тарас Радь                                | 15 км сидячи                           | Н/Д           | Н/Д          | Н/Д          | Н/Д          | Н/Д          | 43:50.4       | 43:50.4      | 7            |
| Ігор Рептюх                               | 10 км, класика, стоячи                 | Н/Д           | Н/Д          | Н/Д          | Н/Д          | Н/Д          | 27:04.1       | 24:37.9      | 4            |
| Ігор Рептюх                               | 20 км, вільним стилем, стоячи          | Н/Д           | Н/Д          | Н/Д          | Н/Д          | Н/Д          | 46:44.6       | 44:52.4      | 1            |
| Ярослав Решетинський гайд: Назар Стефурак | 10 км, класика, з вадами зору          | Н/Д           | Н/Д          | Н/Д          | Н/Д          | Н/Д          | 25:53.5       | 25:38.0      | 5            |
| Сергій Романюк                            | 1.5 км, спринт, класика, стоячи        | 4:20.89       | 3:57.41      | 13           | Не пройшов   | Не пройшов   | Не пройшов    | Не пройшов   | Не пройшов   |
| Сергій Романюк                            | 10 км, класика, стоячи                 | Н/Д           | Н/Д          | Н/Д          | Н/Д          | Н/Д          | 28:27.5       | 25:53.8      | 12           |
| Сергій Романюк                            | 20 км, вільним стилем, стоячи          | Н/Д           | Н/Д          | Н/Д          | Н/Д          | Н/Д          | 52:51.7       | 50:44.8      | 7            |
| Віталій Ситник                            | 10 км, класика, стоячи                 | Н/Д           | Н/Д          | Н/Д          | Н/Д          | Н/Д          | 29:37.6       | 26:39.8      | 13           |
| Дмитро Суярко гайд: Василь Потапенко      | 1,5 км, спринт, класика, з вадами зору | 3:53.01       | 3:50.68      | 6 Q          | 4:12.6       | 3            | Не пройшов    | Не пройшов   | Не пройшов   |
| Дмитро Суярко гайд: Василь Потапенко      | 10 км, класика, з вадами зору          | Н/Д           | Н/Д          | Н/Д          | Н/Д          | Н/Д          | 26:09.3       | 25:53.6      | 6            |
| Юрій Уткін гайд: Руслан Перехода          | 1,5 км, спринт, класика, з вадами зору | 4:09.46       | 4:06.97      | 12           | Не пройшов   | Не пройшов   | Не пройшов    | Не пройшов   | Не пройшов   |
| Максим Яровий                             | 1,1 км, спринт, сидячи                 | 3:29.95       | 3:00.56      | 1 Q          | 3:52.4       | 5            | Не пройшов    | Не пройшов   | Не пройшов   |
| Максим Яровий                             | 7,5 км сидячи                          | Н/Д           | Н/Д          | Н/Д          | Н/Д          | Н/Д          | 26:21.3       | 22:39.9      | 3            |
| Максим Яровий                             | 15 км сидячи                           | Н/Д           | Н/Д          | Н/Д          | Н/Д          | Н/Д          | 48:23.5       | 41:37.0      | 1            |

#### Жінки
| Спортсмен                            | Дисципліна                             | Кваліфікація  | Кваліфікація | Кваліфікація | Півфінал  | Півфінал | Фінал         | Фінал      | Фінал      |
| Спортсмен                            | Дисципліна                             | Фактичний час | Результат    | Місце        | Результат | Місце    | Фактичний час | Результат  | Місце      |
| ------------------------------------ | -------------------------------------- | ------------- | ------------ | ------------ | --------- | -------- | ------------- | ---------- | ---------- |
| Юлія Батенкова-Бауман                | 1,5 км, спринт, класика, стоячи        | 5:20.15       | 4:48.14      | 11 Q         | 6:21.6    | 6        | Не пройшла    | Не пройшла | Не пройшла |
| Юлія Батенкова-Бауман                | 7,5 км, класика, стоячи                | Н/Д           | Н/Д          | Н/Д          | Н/Д       | Н/Д      | 27:08.9       | 24:26.0    | 10         |
| Юлія Батенкова-Бауман                | 15 км, вільним стилем, стоячи          | Н/Д           | Н/Д          | Н/Д          | Н/Д       | Н/Д      | 54:01.6       | 51:19.5    | 4          |
| Ірина Буй                            | 7,5 км, класика, стоячи                | Н/Д           | Н/Д          | Н/Д          | Н/Д       | Н/Д      | 26:20.8       | 23:58.5    | 9          |
| Богдана Конашук                      | 1,5 км, спринт, класика, стоячи        | 5:10.43       | 4:42.49      | 9 Q          | 5:33.2    | 4        | Не пройшла    | Не пройшла | Не пройшла |
| Богдана Конашук                      | 7,5 км, класика, стоячи                | Н/Д           | Н/Д          | Н/Д          | Н/Д       | Н/Д      | 26:51.5       | 24:26.5    | 11         |
| Богдана Конашук                      | 15 км, вільним стилем, стоячи          | Н/Д           | Н/Д          | Н/Д          | Н/Д       | Н/Д      | 59:39.9       | 57:16.7    | 8          |
| Людмила Ляшенко                      | 1,5 км, спринт, класика, стоячи        | 4:55.71       | 4:29.10      | 4 Q          | 5:29.7    | 3 Q      | 5:23.4        | 5:23.4     | 5          |
| Людмила Ляшенко                      | 7,5 км, класика, стоячи                | Н/Д           | Н/Д          | Н/Д          | Н/Д       | Н/Д      | 25:38.8       | 23:20.3    | 6          |
| Людмила Ляшенко                      | 15 км, вільним стилем, стоячи          | Н/Д           | Н/Д          | Н/Д          | Н/Д       | Н/Д      | 53:14.4       | 51:06.6    | 3          |
| Ольга Прилуцька гайд: Борис Бабар    | 1,5 км, спринт, класика, з вадами зору | 5:06.60       | 5:03.53      | 7 Q          | 5:16.1    | 4        | Не пройшла    | Не пройшла | Не пройшла |
| Ольга Прилуцька гайд: Борис Бабар    | 7,5 км, класика, з вадами зору         | Н/Д           | Н/Д          | Н/Д          | Н/Д       | Н/Д      | 24:37.1       | 24:22.3    | 5          |
| Ольга Прилуцька гайд: Борис Бабар    | 15 км, вільним стилем, з вадами зору   | Н/Д           | Н/Д          | Н/Д          | Н/Д       | Н/Д      | 55:13.6       | 54:40.5    | 6          |
| Оксана Шишкова гайд: Віталій Казаков | 1,5 км, спринт, класика, з вадами зору | 4:48.55       | 4:45.66      | 5 Q          | 5:31.5    | 2 Q      | 4:45.6        | 4:45.6     | 3          |
| Оксана Шишкова гайд: Віталій Казаков | 7,5 км, класика, з вадами зору         | Н/Д           | Н/Д          | Н/Д          | Н/Д       | Н/Д      | 24:58.3       | 24:43.3    | 7          |
| Оксана Шишкова гайд: Віталій Казаков | 15 км, вільним стилем, з вадами зору   | Н/Д           | Н/Д          | Н/Д          | Н/Д       | Н/Д      | 49:49.4       | 49:19.5    | 2          |

#### Змішані змагання
Збірна України змагалася у змішаній та відкритій (open) лижних естафетах. За правилами змагань у команді має бути чотири людини, які виступають у різних категоріях, тож у обох змаганнях брали участь спортсмени з ураженням зору і спортсмени з ураженням опорно-рухового апарату. Склад учасників формується за відсотковим співвідношенням. У кожного спортсмена, залежно від ураження організму, є свій відсотковий коефіціент. Цей показник усіх чотирьох атлетів підсумовується. Результат не має перевищувати 330 % у змішаній естафеті та 370 % — в open.
У змішаній естафеті уже перший учасник українців зміг відірватися від суперників на 17,5 секунди. Далі цей відрив лише збільшувався. Збірна України фінішувала з результатом 24 хвилин 31,9 секунди. Друге місце здобула збірна Канади (Наталі Вілкі, Емілі Янг, Кріс Клебл та Марк Аренц). Від українців вони відстали на 50 секунд. Бронзовим призером стало тріо з Німеччини — Андреа Ескау (вона долала дві ділянки гонки), Стефен Лемкер та Александер Ехлер.
Відкрита естафета (open) для України завершилася штрафом і втратою нагороди. Ярослав Решетинський стартував першим і за результатами своєї ділянки мав змогу потрапити до топ-3, проте на останньому віражі український спортсмен із вадами зору впав. Перший етап українці завершили четвертими, на дистанцію зайшла Ольга Прилуцька. Спортсменка з вадами зору стартувала завчасно, через що збірну України оштрафували додатковим часом. Після виступу Ольги Україна показувала восьмий результат. Далі біг Григорій Вовчинський. Він передав естафету із третім результатом. Анатолій Ковалевський цю позицію втримав, проте через штраф, який додали лише після фінішу останнього учасника, Україна стала п'ятою.
Результати естафет:
| Спортсмен | Дисципліна                        | Результат | Результат |
| Спортсмен | Дисципліна                        | Час       | Місце     |
| --- | --------------------------------- | --------- | --------- |
| Юрій Уткін гайд: Руслан Перехода Людмила Ляшенко Юлія Батенкова-Бауман Оксана Шишкова гайд: Віталій Казаков                                   | Мікст (Змішана) естафета 4х2,5 км | 24:31.9   | 1         |
| Ярослав Решетинський гайд: Назар Стефурак Ольга Прилуцька гайд: Борис Бабар Григорій Вовчинський Анатолій Ковалевський гайд: Олександр Мукшин | Відкрита естафета 4х2,5 км        | 24:12.9   | 5         |

### Сноуборд
Єдиним представником України є Іван Ошаров. На попередній Паралімпіаді в Сочі, коли цей вид вперше включили до програми, Ошаров показав 24-й результат. Українець змагався у двох видах сноубордингу: слаломі та кросі. Змагання пройшли з 12 по 16 березня.
Крос
| Спортсмен   | Дисципліна  | Коло 1  | Коло 2  | Найкращий час | 1/8                         | Чвертьфінал | Півфінал   | Фінал      | Місце |
| Спортсмен   | Дисципліна  | Час     | Час     | Час           | 1/8                         | Чвертьфінал | Півфінал   | Фінал      | Місце |
| ----------- | ----------- | ------- | ------- | ------------- | --------------------------- | ----------- | ---------- | ---------- | ----- |
| Іван Ошаров | крос SB-LL2 | 1:11.71 | 1:10.71 | 1:10.71 Q     | Суур-Хамарі (FIN) · поразка | Не пройшов  | Не пройшов | Не пройшов | 15    |

Слалом
| Спортсмен   | Дисципліна    | Коло 1  | Коло 2  | Коло 3  | Найкращий час | Місце |
| Спортсмен   | Дисципліна    | Час     | Час     | Час     | Час           | Місце |
| ----------- | ------------- | ------- | ------- | ------- | ------------- | ----- |
| Іван Ошаров | слалом SB-LL2 | 1:05.84 | 1:02.78 | 1:03.76 | 1:02.78       | 15    |

## Склад національної команди

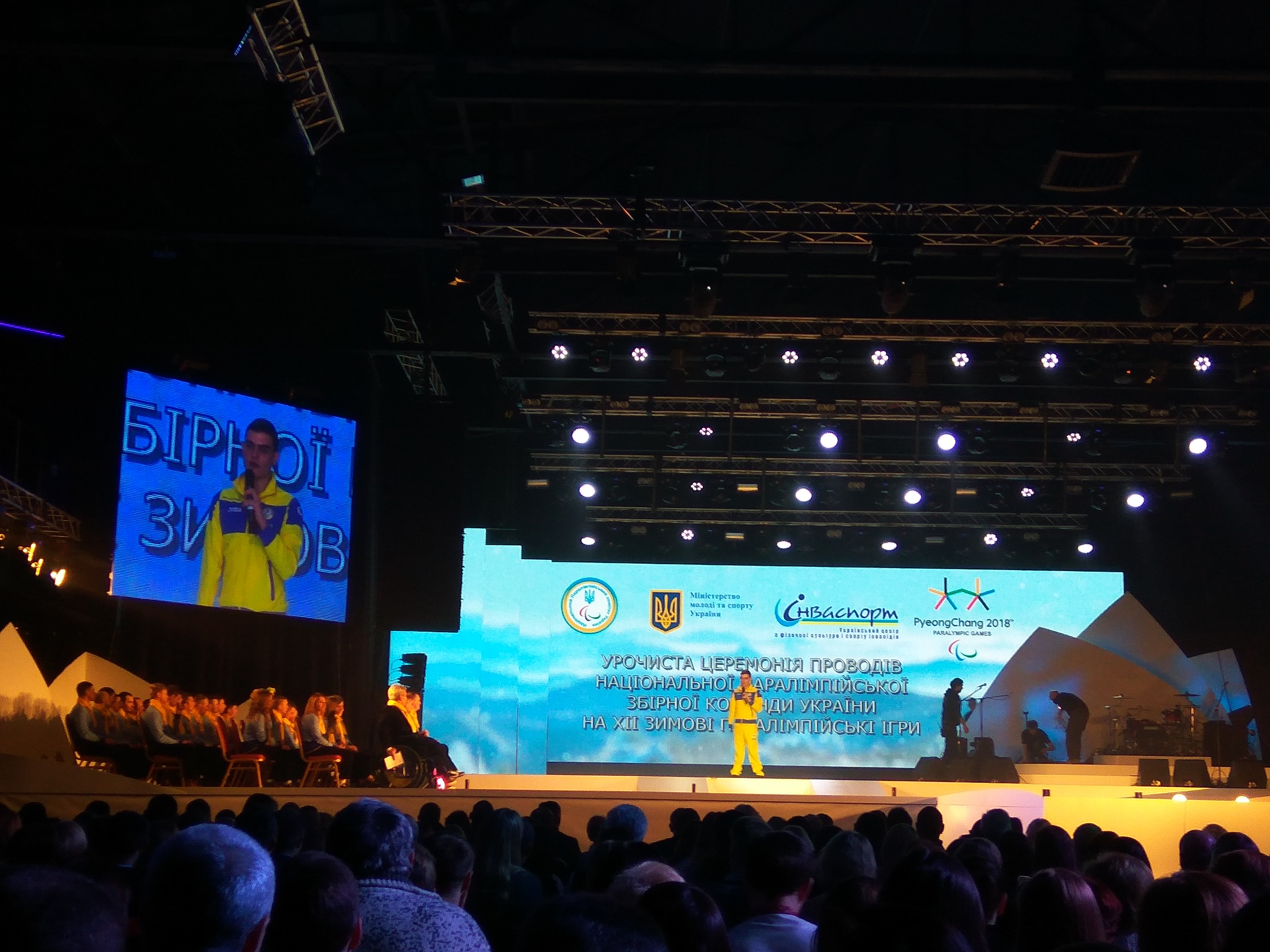
Урочиста церемонія проводів національної паралімпійської збірної команди України на XII зимові Паралімпійські ігри в м. Пхьончхан

За офіційним наказом Міністерства молоді та спорту України від 15.02.2018 № 723 [Архівовано 10 березня 2018 у Wayback Machine.] українську збірну на Паралімпіаді представляли такі спортсмени:
| Спортсмени                          | Вид спорту            | Область       | Клас                                | Примітки                                       |
| ----------------------------------- | --------------------- | ------------- | ----------------------------------- | ---------------------------------------------- |
| Бабар Борис Борисович               | Лижні гонки і біатлон | Чернігівська  | спортсмен-лідер                     | Ольги Прилуцької                               |
| Батенкова-Бауман Юлія Вікторівна    | Лижні гонки і біатлон | Волинська     | з ураженням опорно-рухового апарату |                                                |
| Буй Ірина Василівна                 | Лижні гонки і біатлон | Вінницька     | з ураженням опорно-рухового апарату |                                                |
| Вовчинський Григорій Васильович     | Лижні гонки і біатлон | Черкаська     | з ураженням опорно-рухового апарату |                                                |
| Казаков Віталій Валерійович[d]      | Лижні гонки і біатлон | Харківська    | спортсмен-лідер                     | Оксани Шишкової                                |
| Казік Олександр Вікторович          | Лижні гонки і біатлон | Вінницька     | з вадами зору                       |                                                |
| Ковалевський Анатолій Олександрович | Лижні гонки і біатлон | м. Київ       | з вадами зору                       |                                                |
| Кононова Олександра Миколаївна      | Лижні гонки і біатлон | Київська      | з ураженням опорно-рухового апарату |                                                |
| Конашук Богдана Петрівна            | Лижні гонки і біатлон | Волинська     | з ураженням опорно-рухового апарату |                                                |
| Кравчук Василь Васильович           | Лижні гонки і біатлон | Львівська     | з ураженням опорно-рухового апарату |                                                |
| Кучерявий Сергій Марцінович         | Лижні гонки і біатлон | Вінницька     | спортсмен-лідер                     | Олександра Казіка                              |
| Лук'яненко Віталій Володимирович    | Лижні гонки і біатлон | Харківська    | з вадами зору                       |                                                |
| Ляшенко Людмила Олександрівна       | Лижні гонки і біатлон | Харківська    | з ураженням опорно-рухового апарату |                                                |
| Марчишак Іван Володимирович         | Лижні гонки і біатлон | Київська      | спортсмен-лідер                     | Віталія Лук'яненка                             |
| Махоткін Олександр Костянтинович    | Лижні гонки і біатлон | Харківська    | з вадами зору                       |                                                |
| Мукшин Олександр Васильович         | Лижні гонки і біатлон | Сумська       | спортсмен-лідер                     | Анатолія Ковалевського                         |
| Нестеренко Лада Станіславівна       | Лижні гонки і біатлон | м. Київ       | спортсмен-лідер                     | не поїхала до Кореї через відмову Рубановської |
| Нікулін Денис Миколайович           | Лижні гонки і біатлон | Харківська    | спортсмен-лідер                     | Олександра Махоткіна                           |
| Ошаров Іван Станіславович           | Сноубординг           | м. Київ       | з ураженням опорно-рухового апарату |                                                |
| Перехода Руслан Юрійович            | Лижні гонки і біатлон | Харківська    | спортсмен-лідер                     | Юрія Уткіна                                    |
| Потапенко Василь Васильович         | Лижні гонки і біатлон | Чернігівська  | спортсмен-лідер                     | Дмитра Суярки                                  |
| Прилуцька Ольга Валеріївна          | Лижні гонки і біатлон | м. Київ       | з вадами зору                       |                                                |
| Радь Тарас Михайлович               | Лижні гонки і біатлон | Тернопільська | з ураженням опорно-рухового апарату |                                                |
| Рептюх Ігор Миколайович             | Лижні гонки і біатлон | Чернігівська  | з ураженням опорно-рухового апарату |                                                |
| Решетинський Ярослав Юрійович       | Лижні гонки і біатлон | м. Київ       | з вадами зору                       |                                                |
| Романюк Сергій Васильович           | Лижні гонки і біатлон | Закарпатська  | з ураженням опорно-рухового апарату |                                                |
| Рубановська Наталія Миколаївна      | Лижні гонки і біатлон | Вінницька     | з вадами зору                       | не поїхала до Кореї за станом здоров'я.        |
| Ситник Віталій Юрійович             | Лижні гонки і біатлон | Харківська    | з ураженням опорно-рухового апарату |                                                |
| Стефурак Назар Дмитрович            | Лижні гонки і біатлон | Харківська    | спортсмен-лідер                     | Ярослава Решетинського                         |
| Суярко Дмитро Олегович              | Лижні гонки і біатлон | Чернігівська  | з вадами зору                       |                                                |
| Уткін Юрій Володимирович            | Лижні гонки і біатлон | Харківська    | з вадами зору                       |                                                |
| Шишкова Оксана Валеріївна           | Лижні гонки і біатлон | Харківська    | з вадами зору                       |                                                |
| Яровий Максим Володимирович         | Лижні гонки і біатлон | Миколаївська  | з ураженням опорно-рухового апарату |                                                |

## Результати
Україна була представлена 31 спортсменом, серед яких 9 помічників для атлетів з вадами зору. З 6 представлених на паралімпіаді видів спорту Україна виступала у трьох: біатлоні, лижних перегонах та сноуборді. Це шості зимові ігри, у яких брала участь українська національна паралімпійська збірна.
У медальному заліку на зимових Паралімпійських іграх 2018 Україна посіла 6 місце з 7 золотими, 7 срібними та 8 бронзовими медалями, за кількістю нагород — 4 місце (всього — 22 медалі). При цьому українські паралімпійці посіли 17 четвертих місць.
Порівняльна таблиця з попередніми Паралімпіадами
| Ігри                | Золото | Срібло | Бронза | Загалом | Місце | Кількість спортсменів | Спортсмени- лідери |
| 1998 Нагано         | 3      | 2      | 4      | 9       | 14    | 11                    |                    |
| 2002 Солт-Лейк-Сіті | 0      | 6      | 6      | 12      | 18    | 10                    |                    |
| 2006 Турин          | 7      | 9      | 9      | 25      | 3     | 12                    |                    |
| 2010 Ванкувер       | 5      | 8      | 6      | 19      | 5     | 19                    |                    |
| 2014 Сочі           | 5      | 9      | 11     | 25      | 4     | 23                    | 8                  |
| 2018 Пхьончхан      | 7      | 7      | 8      | 22      | 5     | 22                    | 9                  |

## Галерея
Вікісховище має мультимедійні дані за темою: Урочиста церемонія проводів національної паралімпійської збірної команди України (28 лютого 2018).

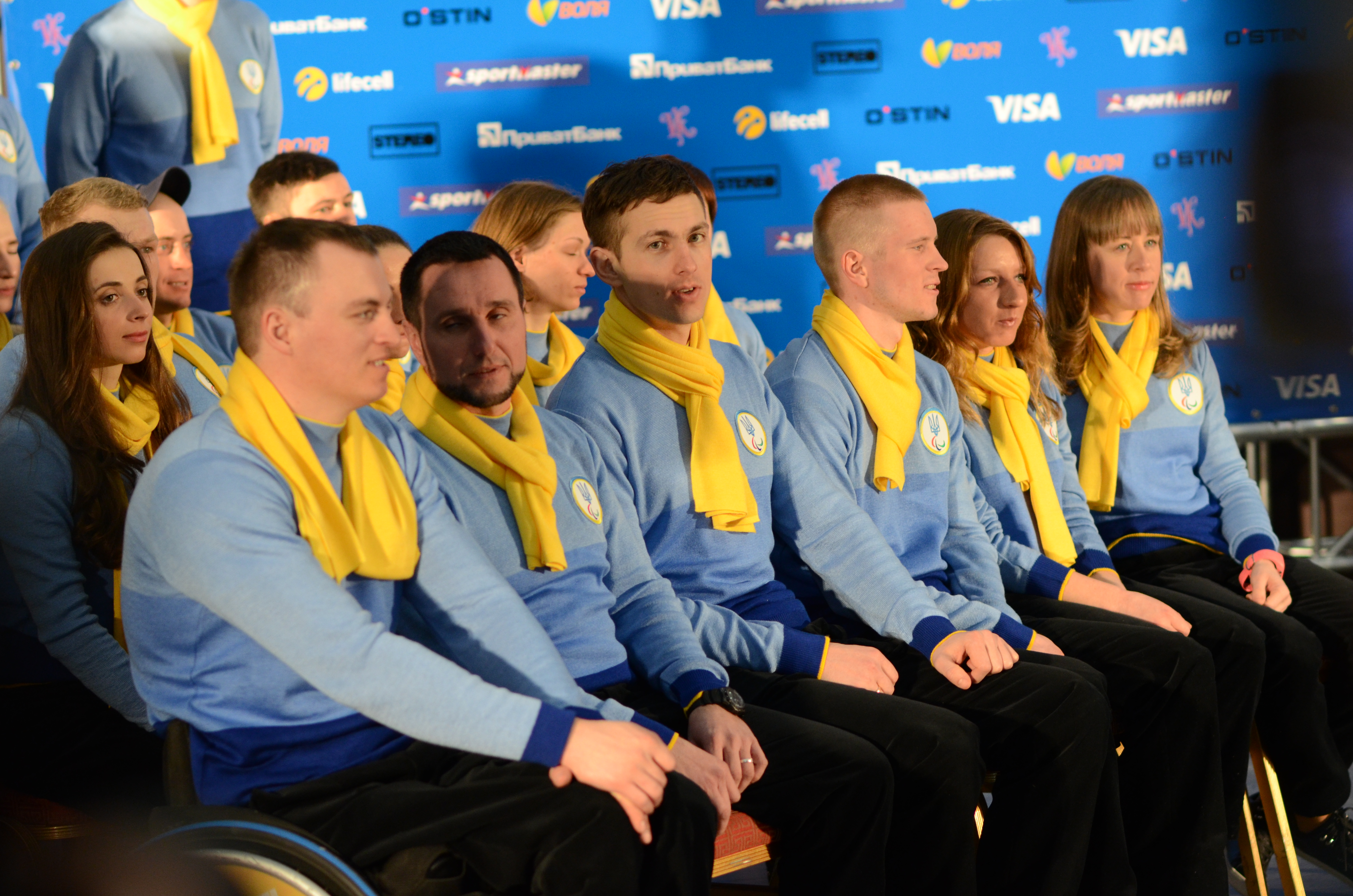
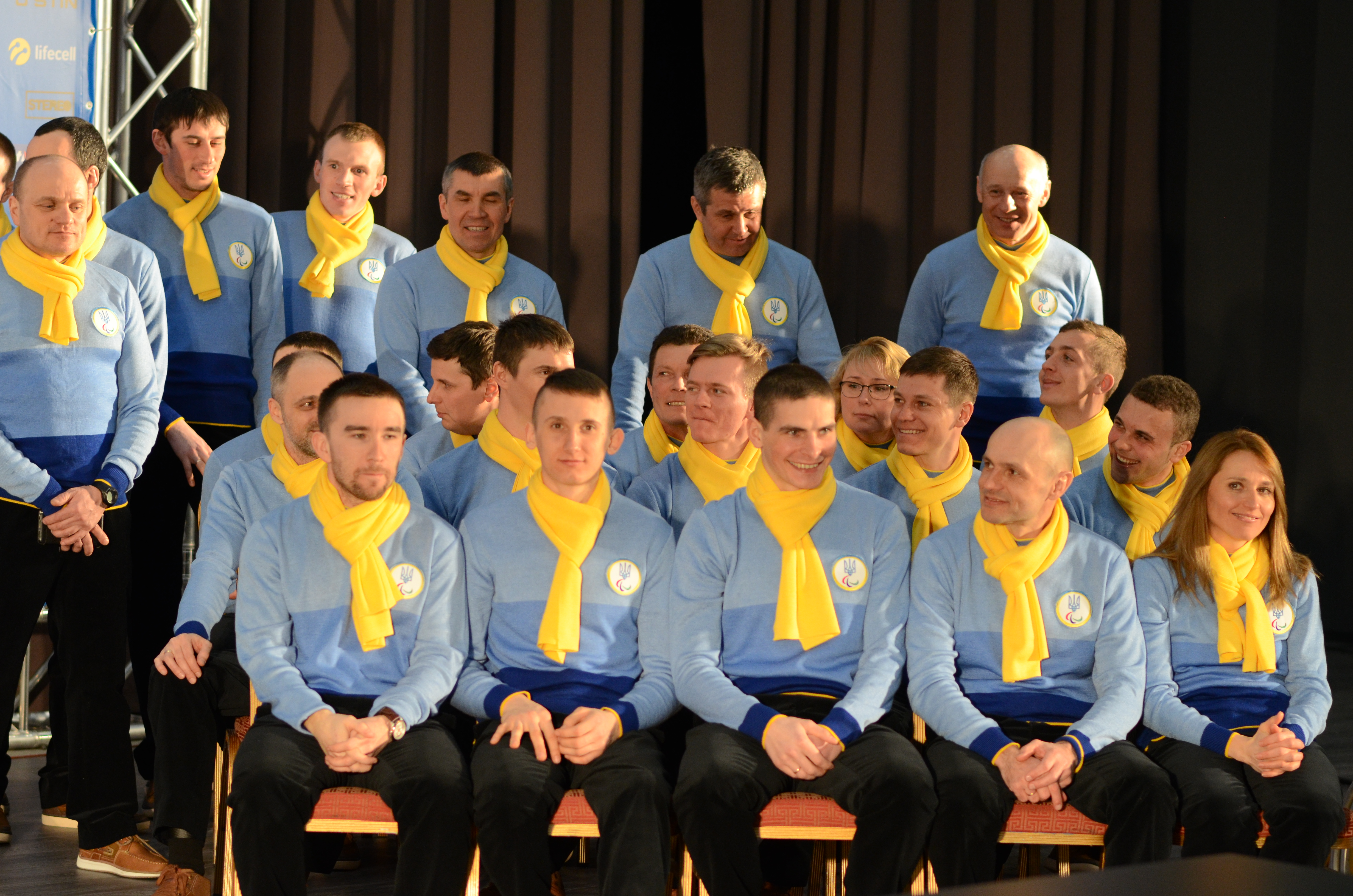
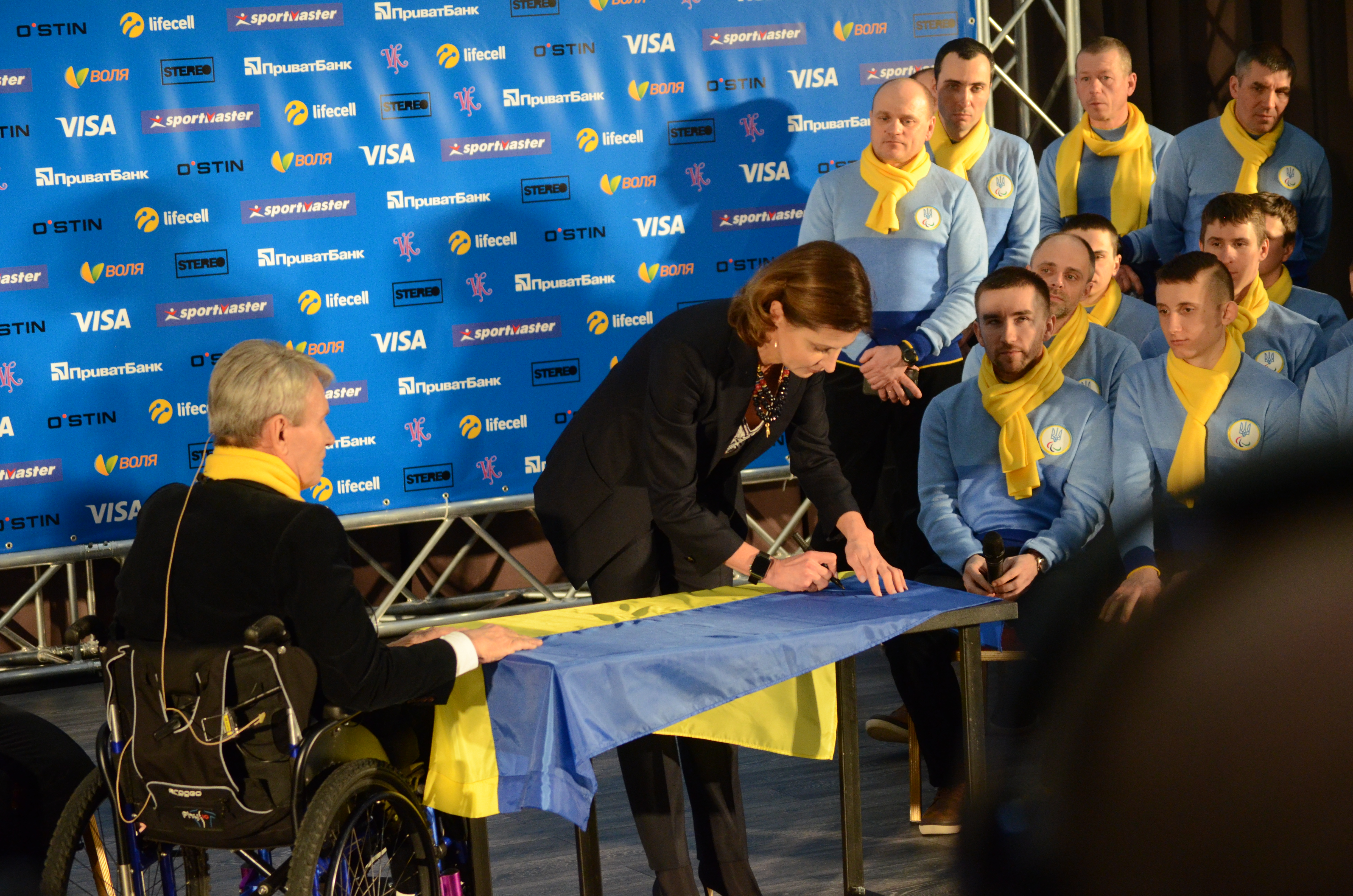
Привітання від Марини Порошенко
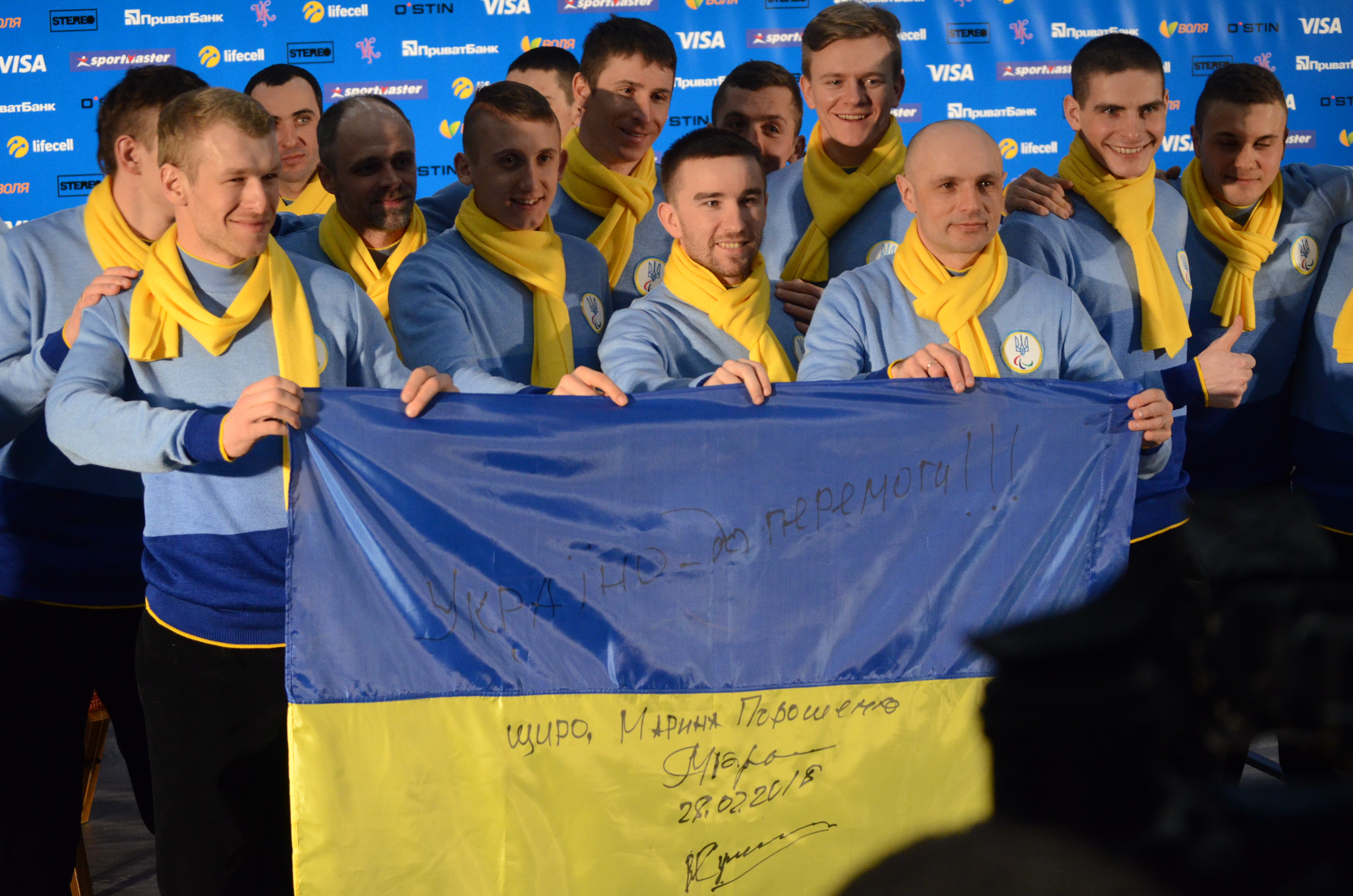
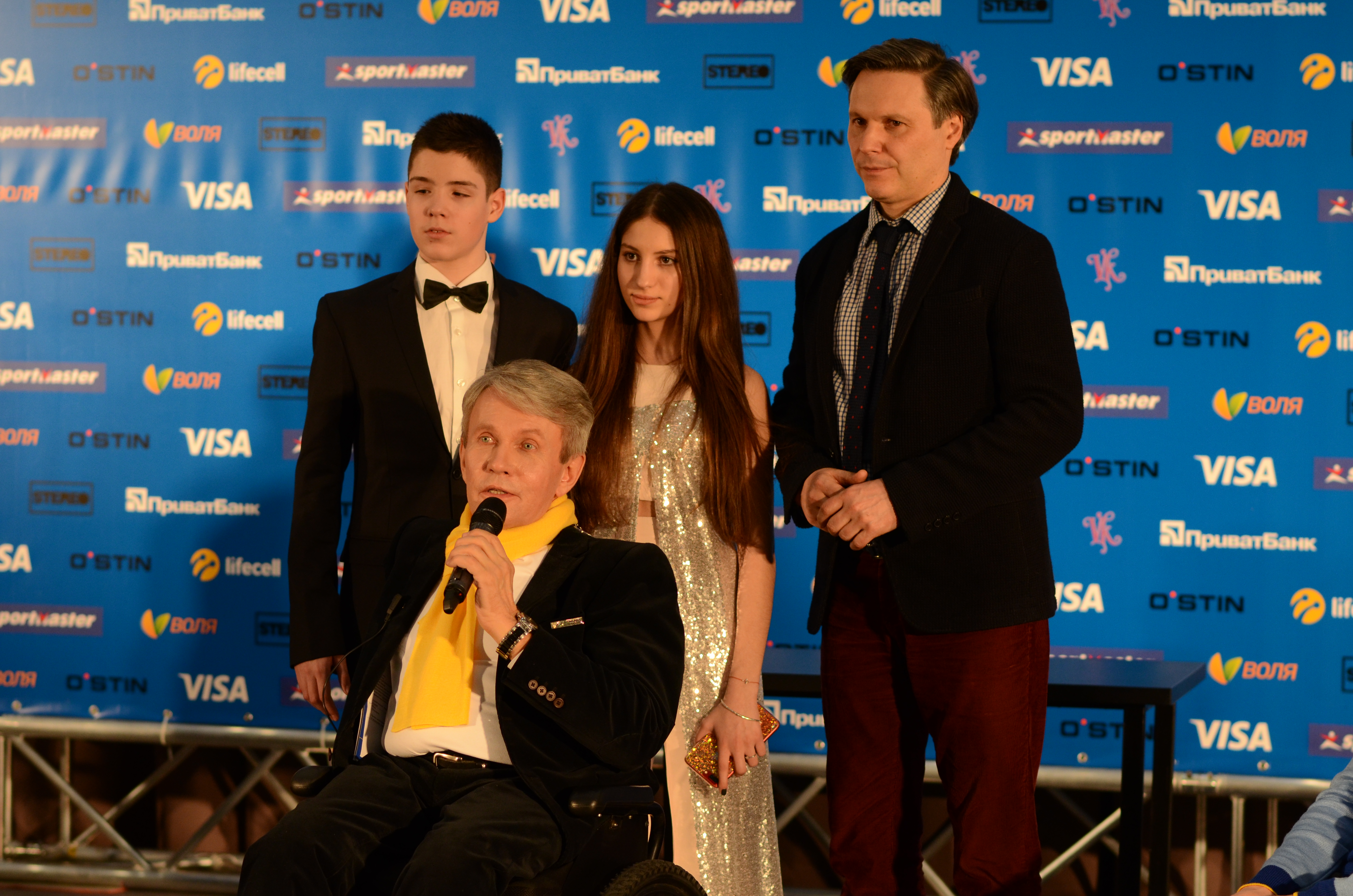
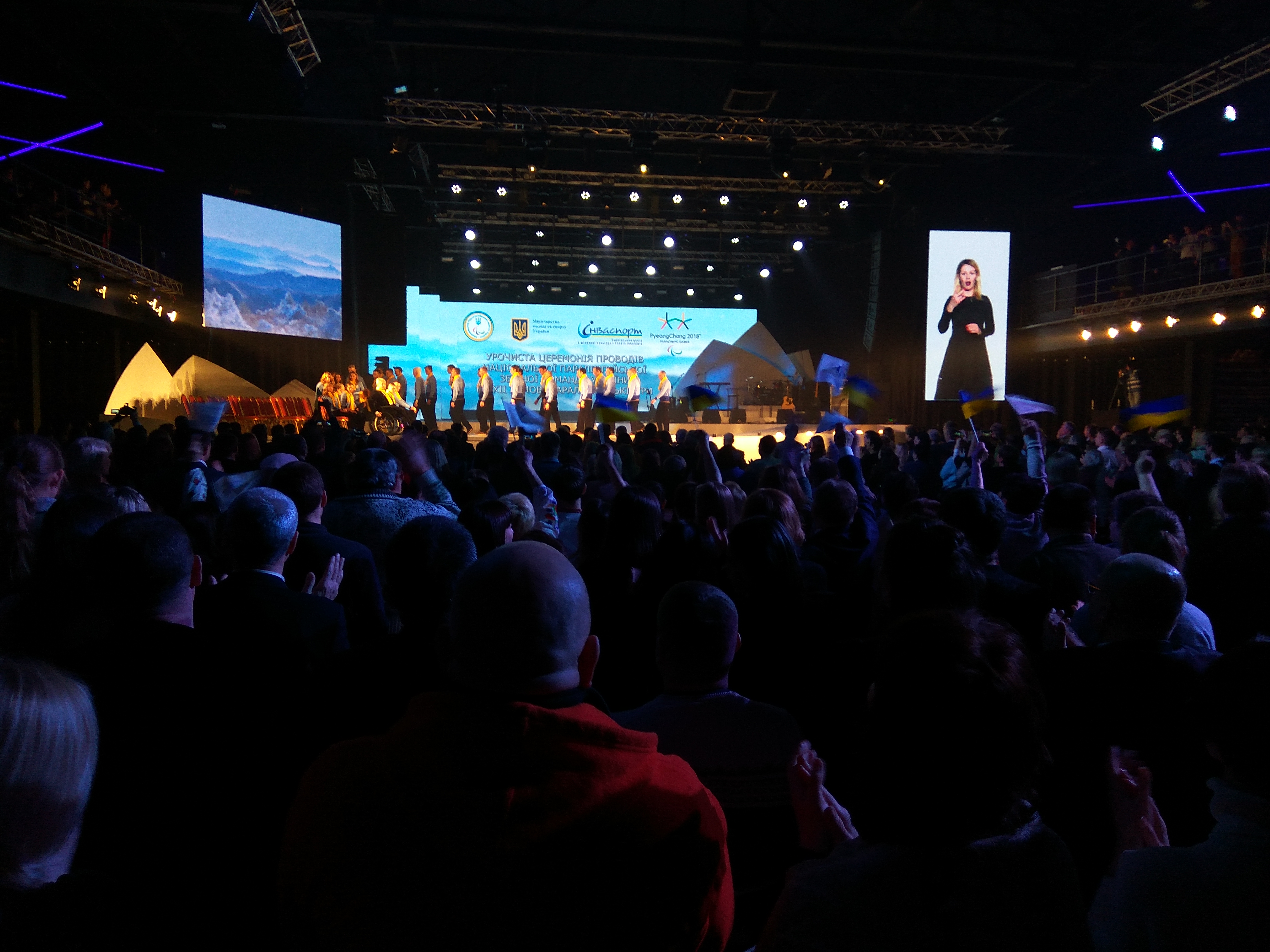

Зустріч команди в аеропорту Бориспіль (20 березня 2018).

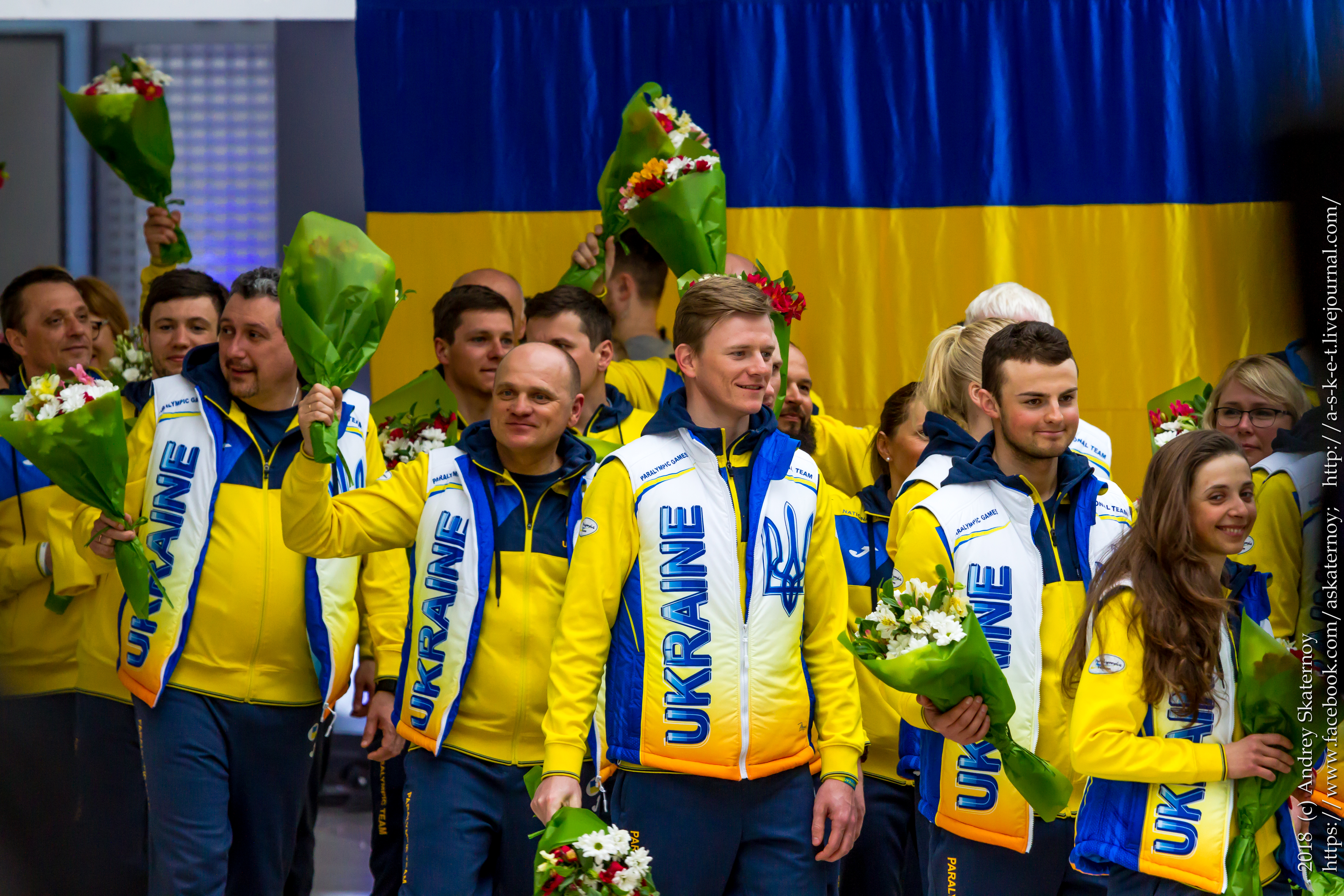
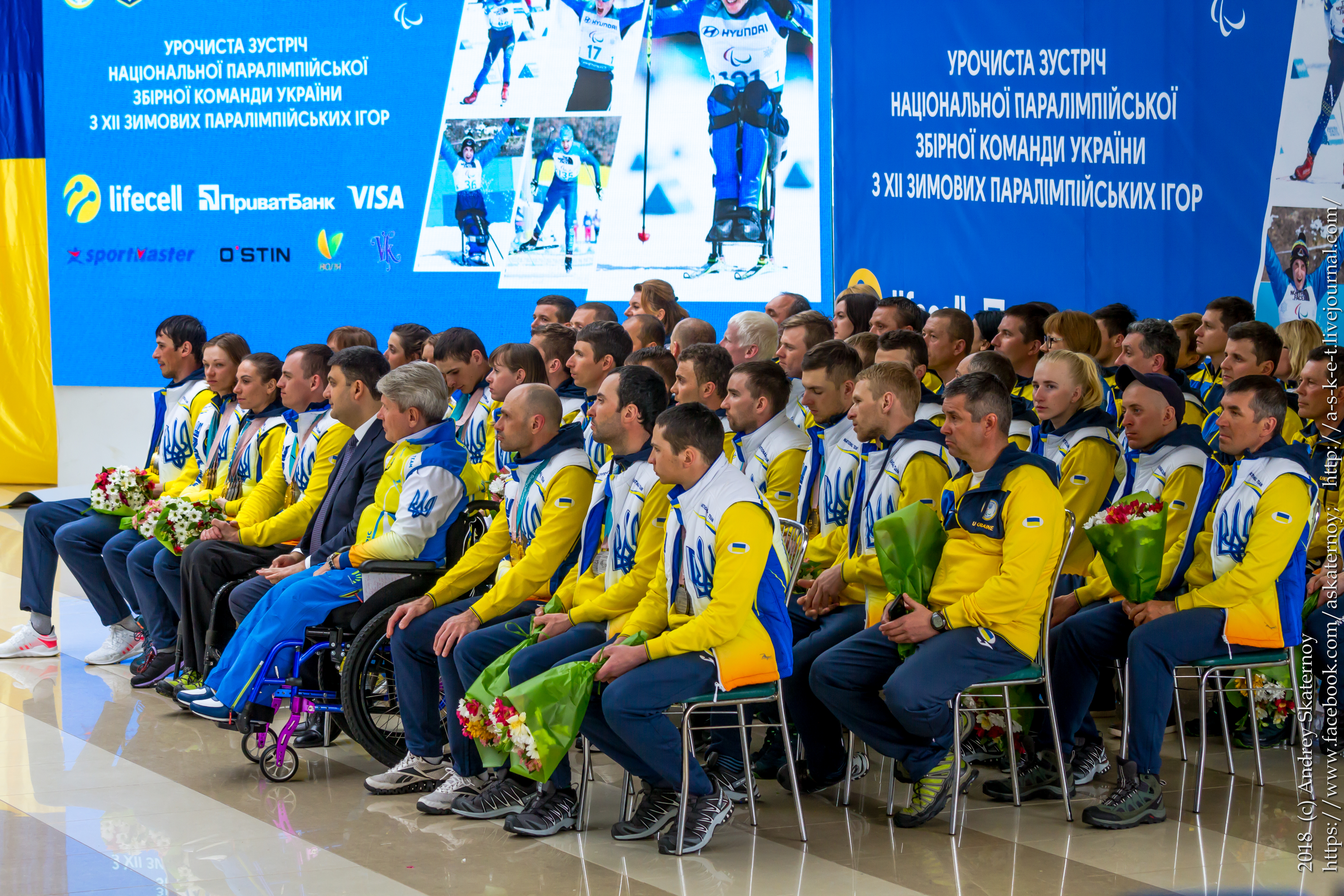
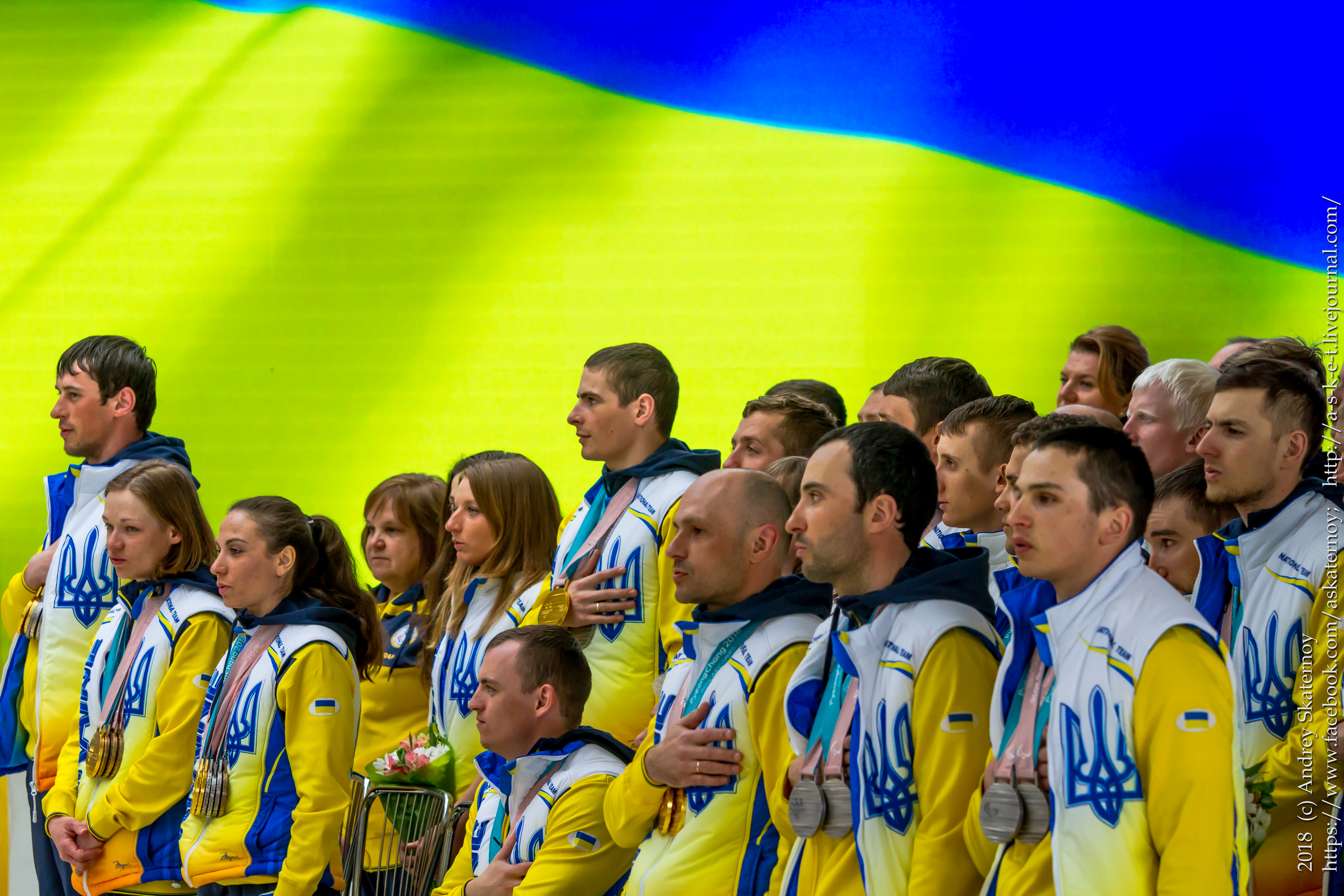
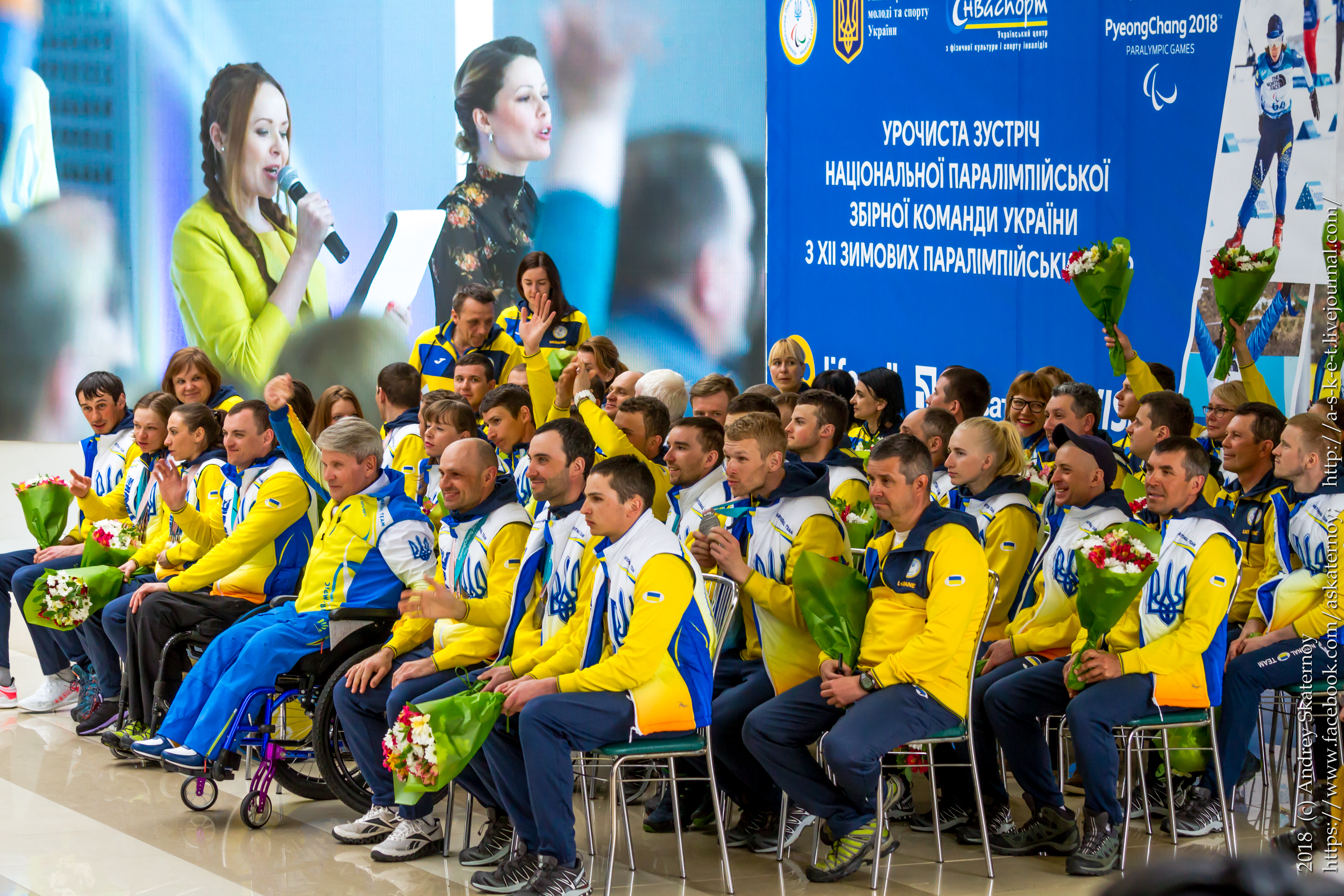
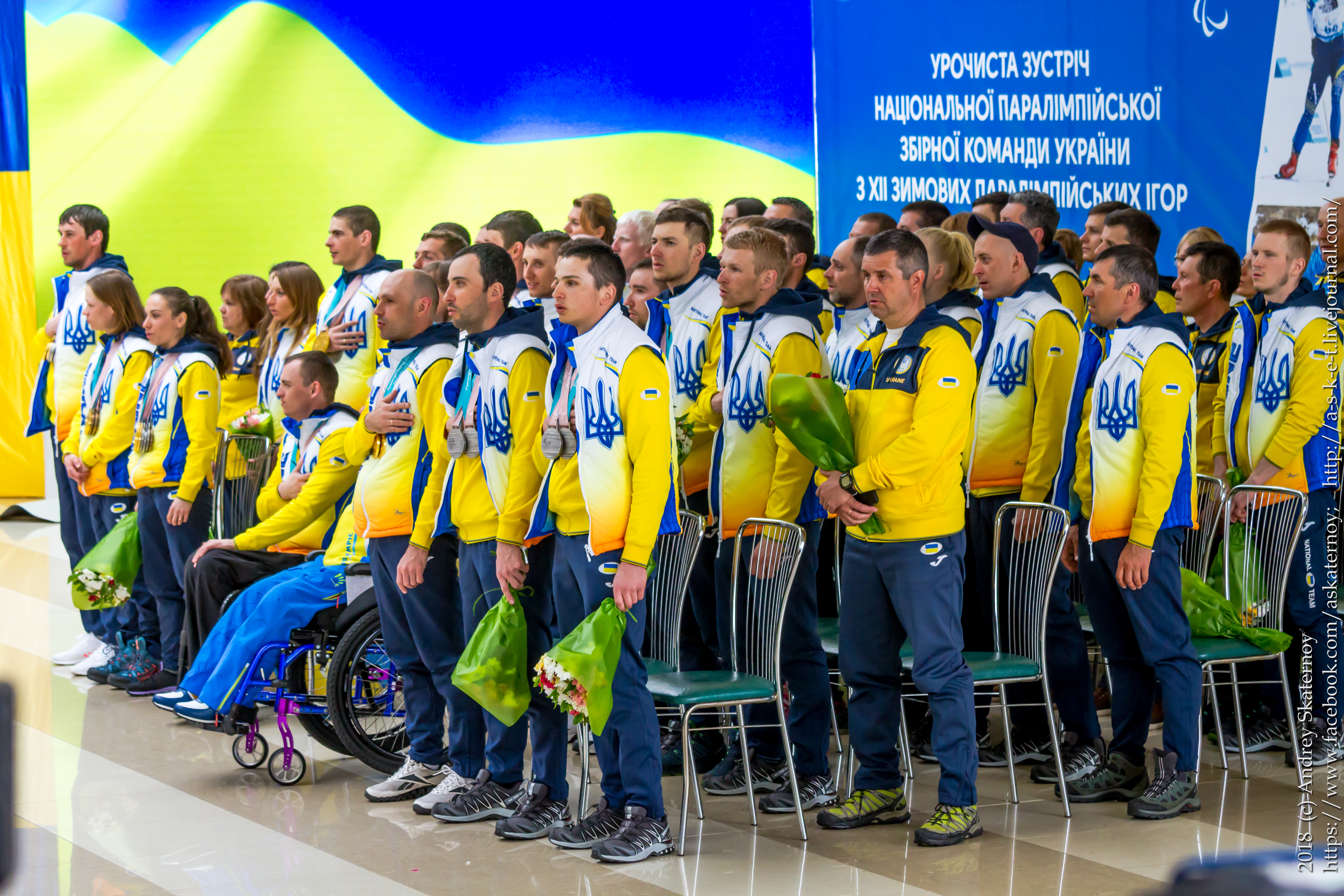
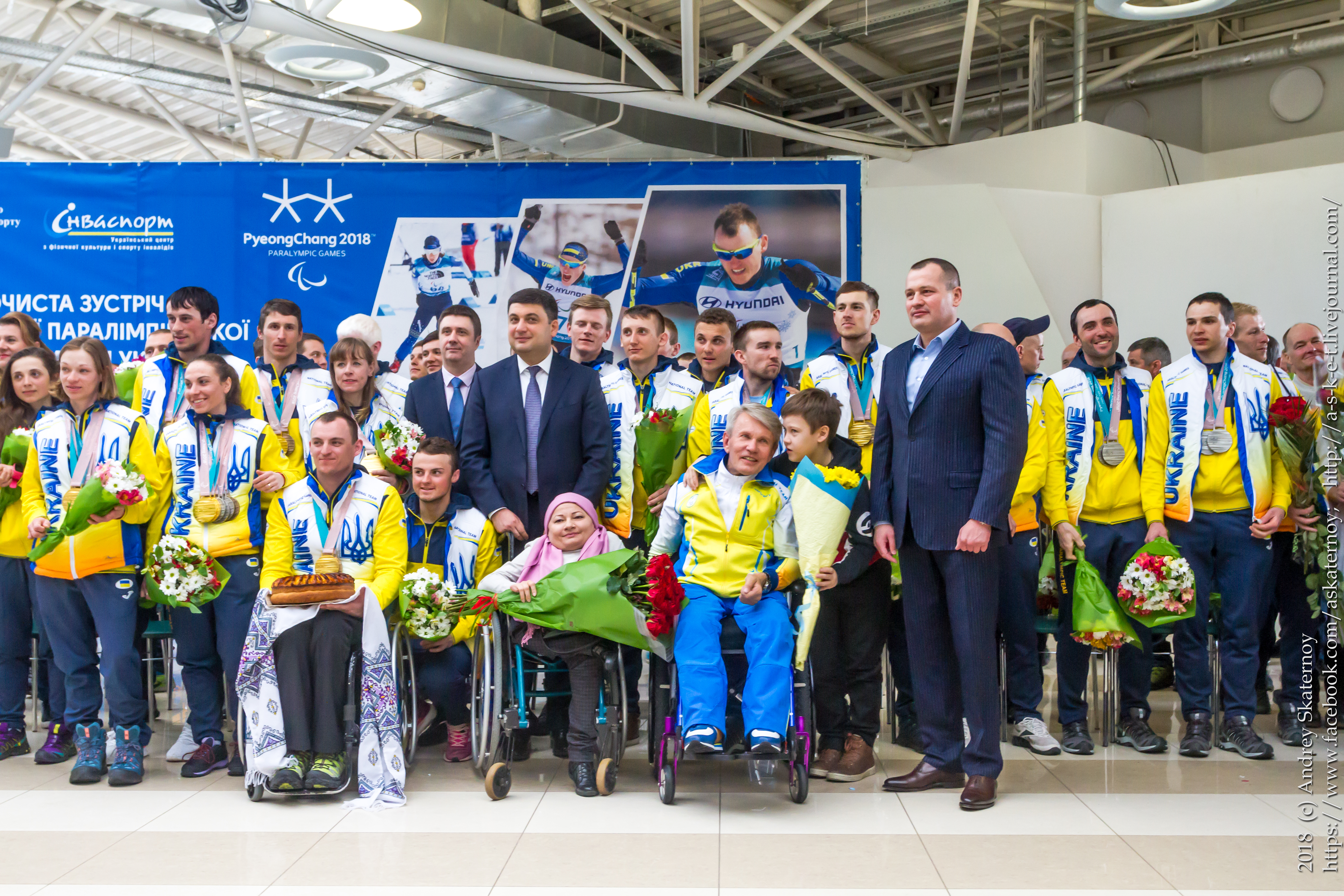